# Léon Degrelle
Vous lisez un « article de qualité » labellisé en 2008.
« Degrelle » redirige ici. Pour les autres significations, voir Degrelle (homonymie).
Léon Degrelle, né le 15 juin 1906 à Bouillon (Belgique) et mort le 31 mars 1994 à Malaga (Espagne), est un journaliste, écrivain, et directeur de presse engagé dans la mouvance catholique belge. Il entama ensuite une carrière politique, en fondant le mouvement Rex, au départ parti nationaliste proche des milieux catholiques, qui devint rapidement un parti fasciste, puis durant la Seconde Guerre mondiale, se rapprocha du national-socialisme, pour finir dans la collaboration avec l'occupant allemand. 
Combattant sur le front de l'Est avec la 28e division SS Wallonien, il termina la guerre en tant que SS-Sturmbannführer et Volksführer der Wallonen. Exilé en Espagne en 1945 et naturalisé en 1954, il y vécut pendant près de cinquante ans, construisant sa propre légende et s'érigeant en ardent défenseur du nazisme et des thèses négationnistes. Il s'imposa comme une référence de l'extrême droite.

## Enfance et jeunesse

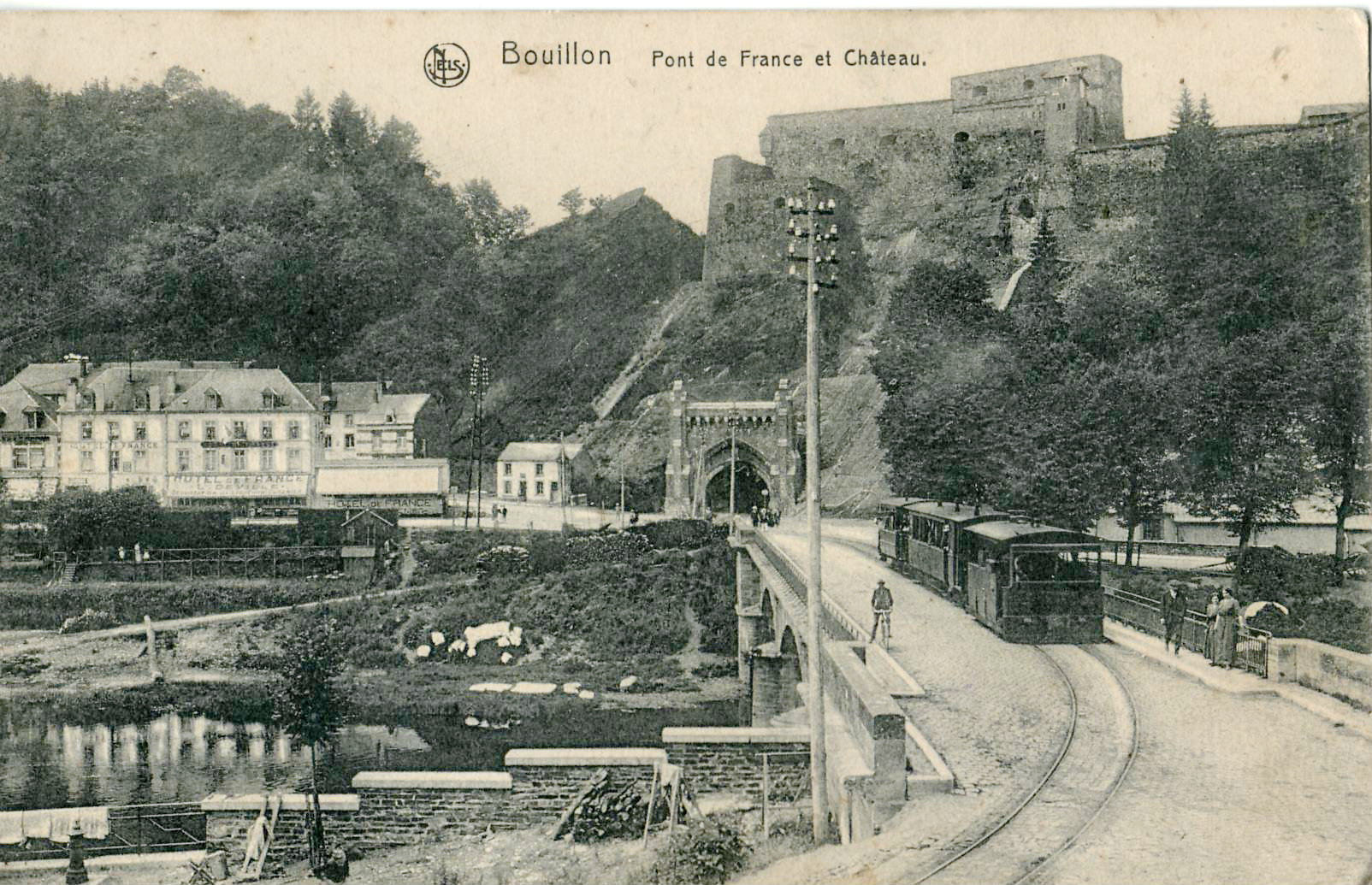
Bouillon, vers 1906.

Léon Joseph Marie Ignace Degrelle est né à Bouillon, dans l'Ardenne belge, le 15 juin 1906. Son père, Édouard Degrelle, brasseur en France, s'était expatrié en Belgique en 1901 en réaction à l'expulsion des Jésuites de France et au « sectarisme anticlérical », selon Robert Brasillach. L'historien Alain Colignon envisage une hypothèse où Édouard Degrelle aurait quitté par intérêt la France pour la Belgique où il a repris une brasserie florissante. Son épouse, Marie-Louise Boever est la fille du chef de file de la droite luxembourgeoise. Après sa naturalisation, Édouard Degrelle se lance en politique au sein du Parti catholique ; élu au conseil provincial du Luxembourg, il en devient député permanent en 1925. Léon est le cinquième enfant du couple, après les naissances de Marie, Édouard (mort à vingt mois), Jeanne, Madeleine et avant celles de Louise-Marie, d'Édouard et de Suzanne. La famille est marquée par un catholicisme fervent : prière du soir, messe et communion quotidiennes, présence à quatre offices le dimanche.

Léon va à l'école maternelle — appelée également école gardienne en Belgique — avec sa sœur Louise-Marie, sa cadette de treize mois, chez les Religieuses de la doctrine chrétienne.
Après avoir entamé ses études secondaires à l'institut Saint-Pierre de Bouillon, en section gréco-latine, Léon Degrelle entre, en 1921, au Collège Notre-Dame-de-la-Paix à Namur tenu par les Jésuites : « il y fait des études irrégulières, tantôt brillantes, tantôt médiocres suivant les années ». Passionné par la littérature et notamment par Charles Péguy, il se met à écrire des poèmes et collabore à des journaux et revues de la province à l'âge de quinze ans. À cet âge, il est décrit comme « un adolescent costaud, plutôt râblé, pas très communicatif, avec une volonté de dominer, de commander, une certaine insolence et une sensibilité presque maladive [...] il a un penchant très prononcé pour les professions de foi, les phrases pleines, les mots ronflants ». À dix-sept ans, il entretient une correspondance suivie avec le cardinal Mercier, primat des Belges, et est également remarqué par le dirigeant socialiste Émile Vandervelde qui publie l'un de ses articles dans Le Peuple et lui manifeste sa sympathie.
Pendant sa scolarité au collège, il découvre la pensée de Charles Maurras, dont il devient un fervent partisan et « dont il retient essentiellement l'antiparlementarisme et le culte de la monarchie ». En raison de sa proximité avec l'Action française, Degrelle conçoit également une profonde admiration pour l'œuvre de Léon Daudet, et « c'est de toute évidence à son contact qu'il acquiert son style polémique et vigoureux ». En 1924, à dix-huit ans, Degrelle entame des études de droit à la faculté catholique de Namur : c'est durant cette première année universitaire qu'il organise une vigoureuse campagne de soutien à Maurras, en réponse à un sondage lancé par les cahiers de la jeunesse catholique sur la question : « Parmi les écrivains des vingt-cinq dernières années, lequel considérez-vous comme votre maître ? » La campagne est particulièrement efficace et Maurras arrive largement en tête des votes. Degrelle rate ses examens et entame ensuite des études de lettres et de philosophie thomiste à l'Université catholique de Louvain ; après deux années brillantes, il s'inscrit en droit et sciences politiques, « où il devient moins heureux dans ses examens. Il les passe de manière assez pénible, et, de toute façon, il ne parviendra jamais à la licence. […] Si ses échecs en droit sont eux-mêmes indéniables, ils tiennent plus à ses multiples activités extra-universitaires qu'à une prétendue faiblesse intellectuelle ». L'un de ses professeurs, le vicomte Charles Terlinden, estime qu'il s'agit d'un étudiant médiocre dont « la pauvreté culturelle alimentait avec peine, aux examens, une langue pourtant bien pendue ».

## Écrivain et journaliste
En octobre 1927, avant la fin de ses études, et à l'initiative de Louis Picard, l'aumônier général de l'Action catholique de la jeunesse belge (ACJB), Degrelle prend la direction de L'Avant-Garde, le journal des étudiants de l'université de Louvain : son activité à la tête de ce périodique « lui fait atteindre des tirages extraordinaires pour ce genre de publication (10 000 exemplaires) ». En janvier 1928, il participe au saccage d'une exposition de l'Union des républiques socialistes soviétiques organisée à Bruxelles, en déclarant, à propos des communistes : « Ils veulent anéantir ce qui nous est le plus cher : l'Église, le Pays, l'ordre social et familial. […] Ni platitudes ni politesses aux gens de Moscou. Il faut seulement leur dire trois mots : À la porte ! » 
De 1928 à 1930, Degrelle écrit à la fois des poèmes (Les Tristesses d'hier, recueil paru en 1930), des ouvrages parodiques comme Jeunes plumes et vieilles barbes de Belgique (1928) puis Les grandes farces de Louvain, des livres politiques et polémiques (Les Flamingants en 1928, où il prône « la nécessité d'une meilleure compréhension entre les deux communautés nationales ») et Furor teutonico où il soutient les autorités catholiques contre les milieux anticléricaux. En 1929, l'abbé Norbert Wallez l'engage comme rédacteur au Vingtième Siècle, où débute également Hergé. Sa série d'articles sur les taudis, particulièrement peu tendres pour les propriétaires, lui vaut une lettre de félicitations du premier ministre Henri Jaspar ; lorsqu'ils sont publiés dans un recueil, celui-ci est préfacé par le ministre du Travail.

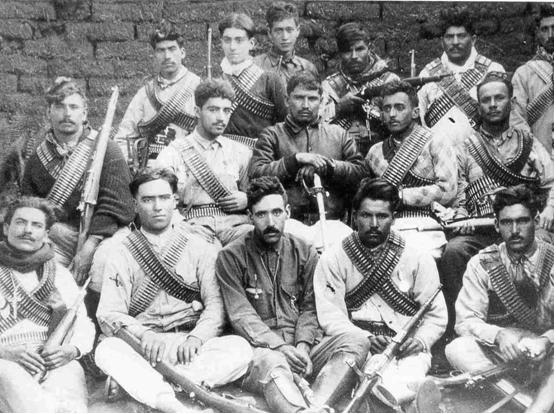
Un groupe de Cristeros.

Après l'assassinat du président du Mexique Álvaro Obregón, par José de León Toral, un jeune étudiant catholique opposé à la politique anticléricale du gouvernement, Degrelle publie un article dans le Vingtième Siècle approuvant le meurtre d'Obregón et se clôturant par « À chaque nouveau Toral, nous nous écrierons de tout cœur bravo ! », article qui déclenche un vaste scandale. Mis au défi par la presse de gauche de se rendre au Mexique pour aller voir de lui-même ce qui s'y passe, Degrelle s'y rend dans des circonstances rocambolesques, qu'il amplifie et romance dans son ouvrage Mes aventures au Mexique. Après un séjour au milieu des Cristeros, et grâce au produit de la vente de ses articles à un éditeur américain, il visite ensuite rapidement les États-Unis, d'où il envoie des bandes dessinées à Hergé, et le Canada, avant de rentrer en Belgique en février 1930. Il publie, cette même année, une brochure de 37 pages intitulée Histoire de la guerre scolaire. 1879-1884, plaquette « sur la couverture de laquelle apparaissent le dessin suggestif d'un crucifix violemment barré de rouge et les noms de l'auteur et de l'illustrateur, en haut Degrelle, en bas Hergé. [...] Cette collaboration n'entraînera chez le dessinateur « aucun regret, aucun remords » ».

## Degrelle, Rex et le rexisme

### Une maison d'édition catholique
En octobre 1930, Degrelle est nommé directeur de la modeste maison d'édition Christus-Rex, spécialisée dans la publication des brochures de l'Action catholique, appelé à ce poste par Louis Picard. « Créée par l'Église en 1921, cette association [...] est animée par un sentiment religieux exubérant et, bien qu'elle demeure en dehors de la politique, elle forge une nouvelle génération de catholiques engagés qui rejettent avec mépris les manœuvres et les compromis du parti catholique ». « Sitôt entré dans la place, Degrelle décide que ça va changer » ». Il se lance dans la publication de brochures d'actualité vendues un franc et dans celles de plaquettes pour chaque événement pouvant intéresser de nombreux catholiques ; il participe au lancement, le 10 octobre 1931 de l'hebdomadaire Soirées qui connaît un certain succès et dont les éditions Rex prennent le contrôle en avril 1933. Lors des élections législatives de 1932, Degrelle est chargé d'une partie de la campagne électorale du parti catholique lors de laquelle il montre ses réels talents de propagandiste, en diffusant d'après ses dires, 1 900 000 brochures et 430 000 affiches, « vrais chefs-d'œuvre de psychologie simple, de goût et d'art, ». Au cours de cette campagne, Degrelle utilise également une affiche réalisée par Hergé, sur laquelle figure une tête de mort protégée par un masque à gaz, avec le slogan « Contre l'invasion, votez pour les catholiques », et en lieu et place de la signature d'Hergé, la mention « le studio des éditions de Rex » ; l'utilisation de cette affiche suscite l'opposition d'Hergé, pour des raisons qui ne sont pas politiques mais purement artistiques. Le créateur de Tintin est « tout prêt à travailler avec Degrelle, mais s'agissant de ce dessin comme de n'importe quel autre, il n'envisage pas de le signer sans l'avoir méticuleusement revu, achevé et définitivement mis au point ». 
Léon Degrelle a déclaré dans ses mémoires posthumes, publiées en 2000,, six ans après sa mort et considérées comme « mégalomanes », qu’il était le meilleur ami d’Hergé, information catégoriquement démentie par les historiens, mais il ne faisait pas partie du groupe d’amis d’Hergé et n’a pas été invité à son mariage en 1932, même s’ils ont pu être tous deux invités à diner chez l’abbé Wallez, le directeur de leur journal en 1928.
De 1932 à 1933, Degrelle lance successivement quatre nouvelles publications, Rex, Vlan, Foyer et Crois. À ses débuts, Rex est conçu comme un supplément littéraire de 16 pages à Soirées, l'aspect politique étant confié à Vlan. En annonçant dans Rex le premier numéro de Vlan, Degrelle ne cache pas ses objectifs : « Notre journal politique va y aller carrément. [...] Nous servirons le Parti catholique de toutes nos forces, en le critiquant ou en l'encourageant, en attendant de le conquérir ». Les résultats de l'enquête sur le Parti catholique publiés dans le Vlan du 29 avril 1933 confirment que la critique prend le pas sur les encouragements : dans le numéro de Rex du 25 février 1933, Degrelle avait déjà été très clair :

« Rex est avant tout un mouvement, un organisme de combat. Nous voulons, en quelques années, conquérir bastion par bastion, muraille par muraille, toutes les forteresses du pays... Parce que nous avons un idéal et qu'on voit que nous serons un jour les maîtres, nous rencontrerons des ennemis. D'abord, naturellement des catholiques. Ceux-là peuvent être certains qu'ils jouiront toujours, en nous attaquant, de l'immunité la plus complète »

— Rex, 25 février 1933
Le 31 juillet 1933, Degrelle devient propriétaire des éditions Rex grâce à des interventions financières familiales, et à la souscription par les pères norbertins de l'abbaye d'Averbode de six cents parts de la nouvelle société. Cette prise de contrôle se traduit à nouveau par une débauche d'activités et de nouvelles publications : lancement d'une collection de romans à la portée de tous, édition de livres d'hommes politiques catholiques, de brochures tirées à plusieurs dizaines de milliers d'exemplaires sur les apparitions de la Vierge à Beauraing et à Banneux.

### Rupture et ascension
L'action de Degrelle prend une tournure de plus en plus politique à partir de 1934 : sa volonté d'organiser le 21 octobre 1934 un congrès de presse des jeunes catholiques, dont le véritable but est de lui fournir une publicité personnelle, suscite une réaction de l'évêque de Tournai, Gaston-Antoine Rasneur qui lui fait savoir qu'il trouve cette initiative inopportune. Degrelle tourne ce discret désaveu à son avantage en publiant dans Rex et Soirées, le 5 octobre 1934, un article intitulé Au service de l'Église dans lequel il écrit notamment qu'« aujourd'hui, nous allons changer. Et voici pourquoi : d'abord parce qu'un évêque nous en exprime le désir. Et cela seul déjà suffirait. Nous sommes ici-bas pour servir le catholicisme [et qu'il conclut par] Pour le Christ ! Avec le Pape ! Avec nos évêques ! Rex vaincra ! » Cet article vaut à Degrelle une lettre de remerciements de l'évêque de Liège, Louis-Joseph Kerkhofs.

Drapeau de Rex.

Cet acte de soumission ne rassure les autorités catholiques qu'un temps. À la suite de l'activisme de Degrelle, Louis Picard, l'aumônier général de l'Association catholique de la jeunesse belge, fait part au cardinal Joseph-Ernest Van Roey de ses inquiétudes : « M. Degrelle veut disposer d'une puissance d'opinion. [...] Une seule chose est certaine, c'est qu'il a une ambition immense et qu'il rêve de gouverner son pays, comme il dit. Impulsif comme il est, dans un moment de trouble social, il est capable des pires imprudences ». Bien qu'il ait été convoqué à l'archevêché de Malines pour dissiper la confusion entre Rex et l'Action catholique, Degrelle poursuit ses meetings politiques. Le 2 novembre 1935, c'est le pas de trop. Lors du congrès annuel de la fédération des associations et cercles catholiques, à Courtrai, il fait bloquer les issues par trois cents jeunes rexistes et se livre à une violente diatribe contre le parti catholique allant jusqu'à traiter le sénateur Philips, ou le ministre d'État Paul Segers « d'excrément vivant ». Le « Coup de Courtrai » est suivi par un décret épiscopal du cardinal Van Roey, le 20 novembre 1935 « qui condamne le mouvement [rexiste] sans équivoque, quoique de manière modérée », ce qui vaut au cardinal d'être traité par Degrelle de « Rhinocéros de Malines » et de « cardinal Van Grenouille ». Le « coup de Courtrai » et le blâme épiscopal qui en résulte, marquent la fin d'une période du rexisme.
Dans la perspective des élections législatives du 24 mai 1936, sous la plume de Degrelle, le ton de Rex, se fait de plus en plus virulent et divers hommes politiques catholiques, auparavant soutenus par Rex, se font traiter « d'aristocrate-banquier, de traître de la dévaluation », d'éternel raté et d'homme qui a son avenir derrière lui » ; même un évêque, comme Joseph Schyrgens, est décrit comme « un clown et un prêtre de foire ». Après le blâme épiscopal, ces tirades amènent à une rupture définitive avec le parti catholique qui annonce, le 21 février 1936, la fin des contacts avec Degrelle et interdit à ses membres de collaborer au mouvement rexiste. L'entrée en politique de Rex de manière indépendante entraîne une profonde transformation du mouvement : si la plupart de ses cadres sont encore de jeunes catholiques militants, Rex devient « le point de ralliement d'une coalition disparate de mécontents du statu quo, regroupant pêle-mêle, des vétérans de la guerre 14-18, des membres des ligues patriotiques de droite, des boutiquiers et commerçants. » [...] Un peu de la même manière que le boulangisme de 1888-1889 ou le poujadisme des années 1950 en France, [Rex] devient rapidement un fourre-tout de la protestation ».
Dans son journal, Le Pays réel, fondé le 3 mai 1936, Degrelle mène une virulente campagne contre les scandales de corruption dans lesquels des politiciens de tous bords étaient, selon lui, impliqués, se présentant comme « le grand épurateur » du puissant parti catholique dont il ambitionne de prendre la tête ; « à partir de là, la carrière tortueuse de Degrelle ne présente qu'une constante : la marche vers la conquête du pouvoir. Le mouvement, dans son entier, fut mis au service des tendances dictatoriales de Degrelle, tendances qui sont un des traits dominants de tous les dirigeants fascistes ». Les scandales dénoncés par Degrelle sont parfois imaginaires et, « plus que d'escroquerie ou de délits, il s'agit le plus souvent de l'utilisation de procédés sans grandeur, de trafics d'influence, d'irrégularités diverses qui, en fait, ne sont passibles d'aucune sanction légale ». Il n'empêche, la campagne orchestrée par Degrelle frappe l'opinion : des rexistes porteurs de balais défilent dans les rues aux alentours des permanences catholiques, le terme de « bankster » connaît un grand succès et la violence du ton de Degrelle ne connaît plus de limites : à propos de Paul Segers, il écrit : « Nous en avons plein les bottes de ces salauds, des aventuriers et de pourris. Ils s'en iront tous. Ne comptez pas sur leur puanteur, Segers, pour camoufler la vôtre ». Degrelle fonde également sa campagne sur l'antiparlementarisme et le rejet des partis traditionnels. Le mouvement rexiste fonde sa campagne sur les scandales politico-financiers et sur la nécessité d'assainir l'atmosphère politique. « Parant au plus pressé, Léon Degrelle et ses lieutenants s'approprient alors certains éléments du programme fasciste et national-socialiste. Pas de véritable programme donc, mais une prodigieuse improvisation s'adaptant d'une manière adéquate aux difficultés rencontrées, n'arrêtant pas de se créer elle-même et témoignant par son efficacité même, d'une remarquable vitalité » :

« Tous les partis corrompus se valent. Ils vous ont tous volés, ruinés, trahis [...].
 Si vous voulez voir des scandales nouveaux empester le pays, si vous voulez être écrasés par la dictature des banksters, [...] suivez alors, comme des moutons, les politiciens profiteurs ! Vous aurez, vous-mêmes, signé votre condamnation à mort. »

— Léon Degrelle, Le Pays réel.
« Les qualités de tribun de Léon Degrelle et son dynamisme juvénile, combinés à la dénonciation d'une classe dirigeante impopulaire, parviennent à fédérer un grand nombre de mécontents dans cette atmosphère troublée de la Belgique des années 1930 ». Avec 271 491 suffrages lors des élections du 24 mai 1936, le parti rexiste obtient 11,5 % des voix, 21 députés et douze sénateurs. « Qu'un mouvement politique inexistant en 1935, soit parvenu à rallier plus de 11 % des suffrages après une campagne de six mois, voilà qui bouleverse les données traditionnelles et les habitudes électorales belges ». Rex obtient même plus de 15 % des voix dans les provinces de Liège, du Luxembourg, de Namur et en région bruxelloise dépassant les 20 % dans le canton électoral d'Ixelles et à Saint-Josse-ten-Noode. Comme les autres dirigeants des partis politiques belges, Degrelle est reçu par le roi Léopold III, pendant près d'une heure et demie, le 28 mai 1936. Durant cette entrevue, « le chef de l'État a droit à un meeting privé. Un torrent de paroles, une trombe de mots s'abat sur lui. Il découvre un phénomène : un jeune débordant de vitalité et d'allégresse, agitateur, hâbleur, bluffeur ». À l'issue de cet entretien, au cours duquel Degrelle a réclamé le ministère de la Justice avec des pouvoirs étendus et qui ne débouche sur rien, le roi déclare à l'un de ses conseillers que Degrelle s'est révélé comme un être « suffisant et insuffisant ». Degrelle, qui ne s'est pas présenté aux élections est et reste le chef incontesté du parti rexiste dont il nomme les principaux dirigeants sans aucun processus démocratique interne. Il n'entend en aucune manière partager son autorité.

« Parlementaires, dirigeants rexistes, quel est celui qui aurait été quelque chose si je n'avais pas été là pour le prendre et en faire un homme.

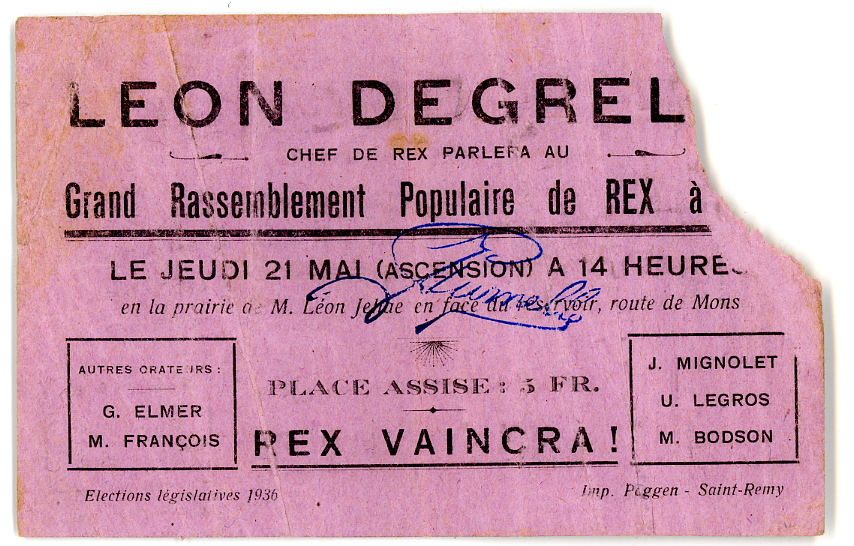
Ticket pour le meeting rexiste du 21 mai 1936.

Je ne leur dois rien, ils me doivent tout... Je ne suis lié à personne. Je puis me débarrasser demain de n'importe qui comme d'un chapeau flétri ou de souliers troués. »

— Léon Degrelle, discours du 12 avril 1937
Degrelle n'a toujours pas de réel programme politique et ses positions varient. Si, après le départ en grève de 10 000 dockers anversois, il réclame des sanctions contre le bourgmestre d'Anvers « complice des émeutiers », dans Le Pays réel du 6 juin 1936, dix jours après, il apporte son soutien aux grévistes : « contre l'hypercapitalisme inhumain, contre les politiciens profiteurs, pour le pain et la dignité, travailleurs de toutes les classes, unissons-nous ! »

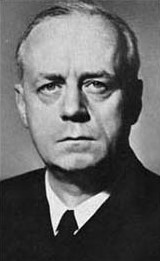
Joachim von Ribbentrop.

Degrelle recherche le soutien de l'Allemagne nazie et de l'Italie fasciste. D'après Maurice De Wilde, il s'est déjà rendu en Allemagne avec deux de ses collaborateurs (Guido Eeckels et Jean Denis), du 23 avril au 3 mai 1933, les billets de train et visas étant gratuitement fournis par l'ambassade allemande à Bruxelles. « Il ne fait aucun doute que Degrelle, pour arriver à ses fins, n'a refusé l'aide financière ni de l'Italie, ni de l'Allemagne ». Jusqu'en 1936, Degrelle ne semble pas avoir entretenu d'autres relations avec l'Allemagne ce qui semble contradictoire avec les articles de la presse rexiste en 1933 et 1934, dont le numéro de Soirées du 20 juillet 1934, consacré à « la terreur hitlérienne, reportage hallucinant ». Fort de sa victoire électorale, Degrelle réussit à se faire inviter en Italie. Le 27 juillet 1936, il rencontre à Rome Mussolini et son ministre des affaires étrangères, Ciano, qui lui accorde une aide financière substantielle. Le 26 septembre 1936, il est reçu à Berlin par Adolf Hitler et Joachim von Ribbentrop ; une fois encore, cette entrevue est suivie d'une aide financière. Degrelle admire sans conteste Hitler et « l'anticommunisme, l'anticapitalisme, l'antiparlementarisme, le corporatisme sont autant de points communs [entre rexisme et nazisme] ». Rex et Le Pays réel condamnent cependant fortement la politique religieuse de l'Allemagne nazie et son esprit antichrétien. Degrelle dénonce également le mécanisme de l'apparente unanimité populaire qui rassemble les Allemands autour d'Hitler et s'inquiète de la politique de réarmement menée par celui-ci.

### L'accord entre Rex et le VNV
Parmi les élus de Rex, on relève deux militants wallons notoires : Paul Collet, membre de l'Assemblée wallonne qui rompt avec Rex dès 1939, et Joseph Mignolet, écrivain d'expression wallonne, qui reste chef de Rex-Liège jusqu'en 1943 et qui participe dès lors activement à la collaboration intellectuelle au sein de la Propaganda Abteilung. Le 6 octobre 1936, Degrelle signe avec Staf De Clercq un accord secret entre Rex et le Vlaamsch Nationaal Verbond (VNV), secret dévoilé dans Le Soir deux jours plus tard. Le Pays réel annonce que l'accord a été encouragé par le premier ministre Paul Van Zeeland et par le roi Léopold III, ce qui entraîne un démenti laconique et cinglant du secrétariat du souverain : « Il est à peine besoin de dire que ce stupide racontar ne mérite aucune créance. Le fait affirmé est faux ».

Emblème du VNV.

Pour Els Witte et Jan Craeybeckx, cet accord était purement tactique entre un nationaliste flamand et un nationaliste belge, obligé cependant de composer avec la dualité foncière du pays. Selon ces auteurs, l'accord ne fut pas du goût des patriotes belges parmi lesquels Rex comptait de nombreux sympathisants. Pour les deux historiens, le succès de Rex « reposait pour une grande part sur un malentendu. Somme toute, le nombre de fascistes convaincus n'était pas avant 1940, dans notre pays, aussi important que ne pouvait le laisser supposer le nombre de sièges obtenus par Rex en 1936. De nombreux votes rexistes provenaient de membres patriotes et anti-allemands de la classe moyenne, victimes de la dépression, qui s'estimaient également victimes des politiciens. En fait ces électeurs étaient plus soucieux de stabilité que d'agitation. Il n'y avait pas de place aux côtés du Roi, incarnation de la patrie, pour un dictateur. Telles étaient les limites du fascisme, du moins du fascisme bruxellois et wallon ». Quant aux véritables sentiments de Degrelle, ils ne furent jamais ceux d'un militant wallon. « Dans l'espoir de convaincre Hitler de lui confier la direction de la Belgique, Degrelle, qui n'était pas un fédéraliste, se rangea pendant la Seconde Guerre mondiale aux côtés des nazis. Il réussit, non sans mal, à se faire accepter. Il créa la Légion Wallonie et se rendit lui-même au front de l'est. Degrelle, jadis admirateur du fascisme latin, se mit à proclamer que les Wallons et les Français du Nord, bien que romanisés, étaient en fait, eux aussi, des Germains […] La collaboration belgiciste et wallonne avait un caractère très explicitement fasciste. Il ne pouvait évidemment y être question de ressentiment contre la Belgique. Le « mouvement wallon » avait plutôt cherché son inspiration à gauche. Aussi les collaborateurs wallons ne peuvent-ils pratiquement pas compter, à ce jour sur la compréhension de leur communauté ».
L'accord entre Rex et le VNV n'eut qu'une brève existence : il est suspendu par le VNV le 25 juin 1937, puis résilié le 17 septembre.

### La chute et la radicalisation
Après avoir préparé une marche sur Bruxelles interdite par les autorités, Degrelle annonce la participation de 250 000 rexistes à la commémoration à Bruxelles, le 25 octobre 1936, de la bataille de l'Yser. Cette annonce fracassante ne se traduit dans les faits que par la présence de trois à cinq mille rexistes et Degrelle termine la journée au poste de police. « L'effet produit par cette manifestation ratée est assurément déplorable. Indiscutablement, elle constitue une des grandes fautes politiques qui ont contribué à déconsidérer le mouvement dans l'esprit des Belges ». Par contre, en janvier 1937, Degrelle organise au palais des sports de Bruxelles, les six jours de Rex ; bien que ces meetings soient payants, ils rassemblent chaque soir de douze à quinze mille personnes.

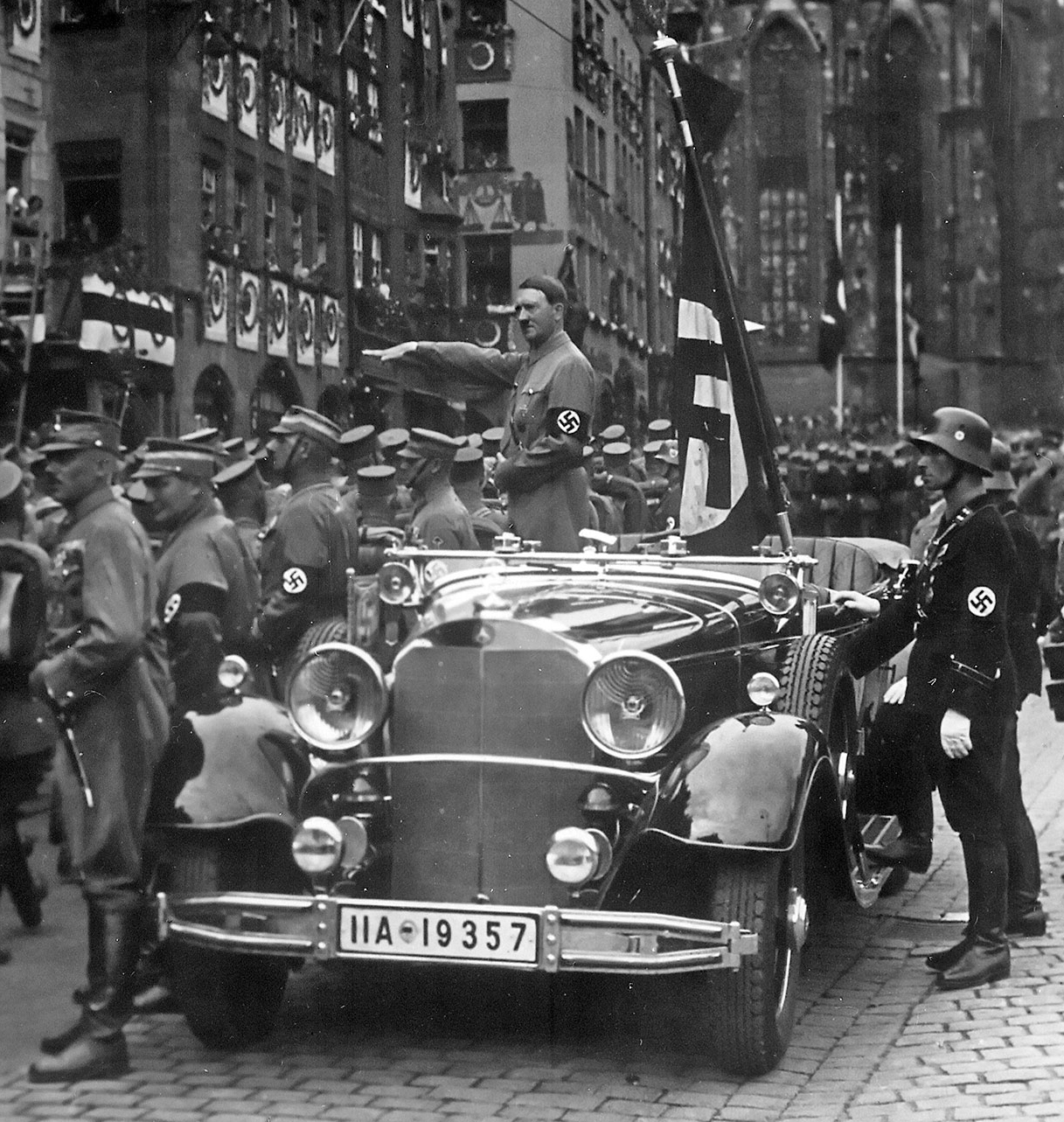
Hitler lors d'un congrès du parti nazi à Nuremberg en 1935.

Fasciné par la conquête du pouvoir par Adolf Hitler au fil d'élections successives, il fait démissionner, en mars 1937, le député rexiste bruxellois Alfred Olivier et tous les suppléants pour forcer une élection législative partielle anticipée, « donnant à son élection un tour particulièrement spectaculaire, ce qui, dans son esprit, obligera ensuite le Roi à dissoudre la Chambre ». La manœuvre de Degrelle qui espère affronter plusieurs candidats et diviser les votes est immédiatement déjouée : à l'initiative du parti socialiste, les trois composantes du gouvernement de coalition regroupant socialistes, catholiques et libéraux, décident de présenter un candidat unique, le premier ministre Paul Van Zeeland, qui reçoit même le soutien des communistes. Relativement courte, la campagne électorale des deux camps mobilise des moyens considérables et au slogan rexiste « Van Zeeland = Kerenski » s'oppose celui de « Rex=Hitler ». Lors de la campagne électorale, Degrelle commet l'erreur de déclarer que le silence du cardinal Van Roey, primat de l'Église catholique de Belgique, reflète la sympathie de l'Église envers la cause rexiste. Le 9 avril 1937, une déclaration épiscopale condamne fermement le vote rexiste et décourage l'abstention.

« [la lettre épiscopale] vise formellement Rex et elle condamne ses méthodes et ses principes fondamentaux ; au sujet de Rex, nous sommes convaincus qu'il constitue un danger pour le pays et pour l'Église. Par conséquent, le devoir de tout catholique loyal dans l'élection du 11 avril est clair et toute abstention doit être réprouvée »

— Malines, le 9 avril 1937, Joseph-Ernest Van Roey, cardinal archevêque.
Le 11 avril 1937, Degrelle subit un revers face à Paul Van Zeeland : il n'obtient que 69 000 voix, soit 19 %, contre 276 000, soit 76 % à son adversaire.
Outre les questions d'analyse électorale, « c'est le manque de sérieux du rexisme qui est apparu le plus à l'électeur moyen » ; il découle également de l'ambition démesurée de Degrelle qui n'a pas pris la mesure et les limites de son succès de 1936 et espère passer en un an de 18 à plus de 50 % des voix à Bruxelles. Si ce net recul est dû à la mobilisation contre Degrelle de tous les partis démocratiques, il provient aussi du départ de nombreux membres du mouvement, choqués par l'accord passé avec le VNV et par la radicalisation de Rex, de plus en plus ouvertement fasciste,. L'échec électoral de 1937 et l'érosion du nombre de membres de Rex font perdre quasiment tout intérêt, aux yeux des Allemands, à la personne de Degrelle.

« Le chef est celui qui a la passion de commander et un appétit insatiable de réussite PERSONNELLE [...]
Le chef est celui qui sait être dur, non seulement pour lui-même, mais aussi pour les autres [...]
Le chef est celui qui n'admet jamais qu'on lui dise qu'il s'est trompé [...]
À Hitler, à Mussolini, il a fallu DIX ans pour arriver enfin à pied d'œuvre et enfin pouvoir commencer à travailler [...]
Le vrai conquérant n'accepte jamais la défaite, ni la victoire »

— Affiche de Rex Le chef
Cette radicalisation se marque par l'apparition de deux thèmes récurrents et nouveaux dans la presse rexiste : l'antisémitisme et le racisme d'une part et un pacifisme qui se singularise du neutralisme dominant dans les milieux politiques belges, d'autre part.
Dans Rex et Le Pays réel, les attaques contre les Juifs et les étrangers se multiplient : à propos des Juifs, un article de Rex affirme qu'« ils ont envahi la Belgique en conquérants, se jetant avec avidité sur une terre propice au pillage » [et que les responsables de l'antisémitisme] « sont les Juifs eux-mêmes qui, par leurs exactions, leur outrecuidance, leur parasitisme social se sont rendus odieux dans maints pays qui avaient admis leur présence ». Léon Degrelle écrit que « leur génie s'éprend tout particulièrement de ce qui est malsain ». À Anvers, le 26 septembre 1939, Degrelle déclare que « [pour] la défense du commerce, les Juifs doivent être mis au pas ou à la porte »; pour G.-F. di Muro, Léon Degrelle fit, « des années durant, de l'organe officiel du mouvement rexiste, un champion de l'antisémitisme le plus sournois, le plus nocif, celui qui se donne des allures rationnelles, à savoir l'antisémitisme économique ». Le Pays réel passe de l'antisémitisme à la xénophobie en titrant à la une, sur deux colonnes : « La Belgique aux Belges. Des milliers de Belges n'ont pas de travail et l'Internationale introduit chez nous des étrangers prêts à tous les sales coups ».
Face à l'expansion de l'Allemagne nazie, Degrelle manifeste son inquiétude pour le maintien de la neutralité, voire de l'indépendance de la Belgique : après l'invasion de la Tchécoslovaquie, il écrit dans Le Pays réel du 16 mars 1939 : « Où Hitler s'arrêtera-t-il ?… Bruxelles n'est guère plus loin d'Aix-la-Chapelle que Prague ne l'était de Dresde ». Cette inquiétude ne l'empêche pas de considérer « la défaite tchèque [comme une] défaite terrible des Rouges en Europe » et que « malgré tout ce qu'on peut penser d'Hitler, on n'a pas le droit, en toute équité, d'oublier que si le communisme est maintenant refoulé à la frontière russe, c'est parce que les Chemises brunes l'y ont rejeté et parqué ». Fervent partisan des accords de Munich, Degrelle est persuadé que la même situation se reproduira pour la Pologne et que celle-ci ne résistera pas.
Lors des élections législatives du 2 avril 1939, si Degrelle est réélu député à Bruxelles, son parti ne retrouve que 4 de ses 21 députés et quatre de ses douze sénateurs. Contre les 271 491 suffrages soit 11,5 % des votes en 1936, Rex n'obtient que 103 821 votes, soit 4,43 %. De plus, Rex n'atteint des résultats significatifs que dans la province de Luxembourg, à Bruxelles et dans les arrondissements de Liège, Verviers et Dinant-Philippeville : dans le reste du pays, le mouvement est complètement marginalisé. « Aussi les élections de 1939 sont-elles réellement le signe de la fin du rexisme, le mouvement ne pouvant plus désormais que survivre difficilement à sa défaite ». Ce n'est qu'après cette déroute électorale que Degrelle tente de se débarrasser de sa réputation de pro-allemand, ce qui ne l'empêche pas de solliciter une nouvelle aide financière de l'Allemagne nazie en janvier 1940, requête partiellement acceptée par l'ambassadeur allemand à Bruxelles, mais qui ne se concrétisa pas. À la veille de la Seconde Guerre mondiale, « ses outrances de langage, ses inconséquences, ses mensonges répétés l'avaient déjà marginalisé ».

## La guerre et la collaboration

### De la «drôle de guerre» au départ pour le front de l'Est

#### La défense de la neutralité de la Belgique
Pendant la drôle de guerre, Degrelle approuve la politique de neutralité de Léopold III, partageant sur ce point l'opinion de la majorité des hommes politiques belges. « Derrière les protestations de soutien au roi et au gouvernement » [...] « Degrelle attribue la responsabilité quasi entière des origines du conflit à la France et à la Grande-Bretagne, et plus spécialement aux forces occultes de la franc-maçonnerie et de la finance juive ». S'il condamne l'attaque de la Finlande par l'Union des républiques socialistes soviétiques, il applaudit à l'invasion de la Norvège qui est selon lui, le juste châtiment des Alliés, qui ont honteusement provoqué Hitler, déclaration qui entraîne la démission de deux députés rexistes. Contrairement à certaines accusations, les rexistes ne constituent pas une cinquième colonne et les deux affaires d'espionnage dont sont accusés des rexistes se révèlent illusoires. Après guerre, Degrelle affirme que « Rex ne fut [pendant la drôle de guerre] l'objet de la plus petite intervention, si discrète fut-elle, venant d'un Allemand ou d'un émissaire quelconque des Allemands », ce qui est paradoxalement exact puisque c'est Degrelle lui-même qui contacta les Allemands en janvier 1940 afin d'obtenir un soutien pour créer un nouveau journal, Le journal de Bruxelles. Il n'y a non plus, de la part des rexistes aucune tentative de démoralisation des troupes. Le mouvement rexiste survit difficilement pendant cette période, une bonne partie de ses cadres ayant été mobilisée, ce qui n'est pas le cas de Degrelle. Celui-ci demande à être incorporé dans l'aviation, pour laquelle il n'a aucune qualification particulière, mais cette demande est refusée par le ministère de la Défense nationale.

#### Captivité et retour en Belgique

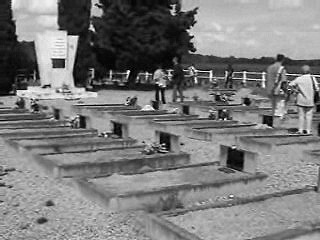
Le cimetière et le monument du camp du Vernet.

Le 10 mai 1940, le ministre de la Justice, Paul-Émile Janson ordonne, sur la base de la loi du 22 mars 1940 relative à la défense des institutions nationales, l'arrestation de cinq à six mille personnes suspectées de former une cinquième colonne, parmi lesquels figurent des réfugiés juifs et allemands, des trotskistes, des anarchistes, des nationalistes flamands, des communistes fidèles au pacte germano-soviétique mais aussi des rexistes, dont Léon Degrelle. Les détenus sont transférés dans des prisons à l'ouest de la Belgique, puis en France. Dans la confusion générale et la panique suscitées par les succès allemands, les prisonniers belges sont considérés par leurs gardiens français comme des agents de l'ennemi et, le 20 mai 1940, à Abbeville dans le nord de la France, vingt et un d'entre eux, dont Joris Van Severen [...] et un vieux militant rexiste sont exécutés par des soldats français,. Degrelle, que beaucoup pensent être au nombre des victimes, est séparé des autres prisonniers et incarcéré et interrogé, avec passage à tabac et simulacre d'exécution, à Dunkerque.
Son périple de prison en prison le mène notamment aux prisons de Lisieux et de Caen. Les mauvais traitements dont il fait l'objet dans les prisons françaises feront l'objet d'un jugement, et trois surveillants de prison normands feront office de boucs-émissaires. En effet, Degrelle est à nouveau passé à tabac lors de son passage à Caen en 1940 par trois gardiens : Georges Bihoreau, Pierre Laignel et Louis Philippe. Le 4 avril 1941, alors que la France a capitulé et après avoir porté plainte contre ceux-ci pour mauvais traitements, Degrelle obtiendra gain de cause devant un tribunal militaire allemand. À la suite des dépositions de leurs collègues, les deux premiers avouent, tandis que Louis Philippe refuse de se reconnaître coupable de tous les faits reprochés. Bihoreau sera condamné à trois ans de prison ferme qu'il purgera dans plusieurs prisons allemandes, Laignel à deux ans et demi, purgés à Sarrebruck et Francfort, et Philippe à deux ans,. Les deux premiers reviendront vivants, tandis que Philippe, déporté le 22 juillet 1941 dans la prison-forteresse de Mannheim y meurt moins d'un an plus tard.
Degrelle est finalement localisé au camp du Vernet et libéré le 24 juillet. Après un passage à Paris, où il recherche le soutien des autorités allemandes via Otto Abetz, Degrelle rejoint Bruxelles le 30 juillet. Il y met fin aux tergiversations qui agitent les cadres du mouvement rexiste et engage résolument celui-ci dans la voie d'une collaboration avec le régime nazi : « il paraît peu probable que, sans son chef de file, Rex ait pu s'enfoncer si loin et si spectaculairement dans le bourbier de la collaboration ».

#### Les premières tentatives de collaboration
Au cours du mois d'août 1940, Degrelle recherche en vain le soutien du roi Léopold III, en rencontrant son secrétaire, le comte Capelle le 21 août 1940 ; et celui du cardinal Van Roey, mais il n'arrive pas à s'imposer dans la nouvelle donne politique en Belgique. « Le chef de Rex demeure un personnage solitaire, ignoré par les diplomates allemands — avant tout conservateurs — et les officiers de la Wehrmacht, autant que par la classe politique et sociale belge ». Cet « échec est aussi la conséquence de son manque personnel de crédibilité, qui le fait considérer par un conseiller du roi comme une outre gonflée de vanité dont les prétentions sont inversement proportionnelles à ses capacités ». Degrelle s'attelle alors à relancer Le Pays réel et le mouvement rexiste, doté d'une organisation paramilitaire, les « Formations de combat », créée le 9 juillet 1940 et qui rassemble environ 4 000 hommes à la fin de l'année. Malgré ses efforts, ni Rex, ni Le Pays réel ne parviennent à trouver un large écho. Pour les occupants, Degrelle est considéré comme insignifiant. Ignoré, sur l'ordre de Goebbels, par la presse nazie, il est évité par les rares fonctionnaires allemands avec lesquels il parvient à entrer en contact. Alexander von Falkenhausen, gouverneur militaire de la Belgique occupée et responsable en titre de la Militärverwaltung refuse toute rencontre avec Degrelle. Pour son adjoint, Eggert Reeder, la stratégie de Degrelle relève d'une improvisation constante et pas toujours heureuse (ein fortgesetzes, nicht immer glückliches Improvisieren) ; « ses déclarations pro-allemandes impulsives et ses promesses imprudentes de prendre bientôt le pouvoir ont aggravé les problèmes créés par le choix malheureux de ses conseillers et le traitement maladroit des rivalités personnelles ». Malgré le Heil Hitler à la fin de l'éditorial du Pays réel du 1er janvier 1941 et lors d'un meeting au Palais des Sports de Liège le 5 janvier 1941, le seul résultat concret de la volonté de celui-ci de collaborer avec les autorités allemandes consiste en l'engagement de 300 volontaires au sein du NSKK, alors que Degrelle s'était fait fort de trouver 1 000 chauffeurs. Cette prise de position entraîne en outre de nombreuses défections et « les sympathisants de la première heure, partisans de la politique prudente de 1940, laissent la place à des impatients pressés de se lancer dans une collaboration exaltée ».
Fin mai 1941, Rex reste un groupement marginalisé en Belgique et ignoré par les autorités d'occupation : « En Belgique, il y aurait peut-être à faire le bilan de ce qui s'est passé depuis un an. Mais il ne s'est rien passé. […] On tue le temps en attendant que vienne enfin l'heure de l'action ».

### La collaboration

#### La Légion Wallonie

##### Au sein de la Wehrmacht
L'invasion de l'Union soviétique, le 22 juin 1941, permet aux rexistes de concrétiser leur volonté de collaboration. Pendant que Degrelle cherche le soutien d'Otto Abetz à Paris, dont la proche collaboratrice à Paris était l'une de ses cousines,, son lieutenant Fernand Rouleau, prend contact avec la Militärverwaltung en lui proposant de constituer une unité de volontaires pour aller combattre sur le front de l'Est. Dès son retour à Bruxelles, Degrelle reprend l'idée à son compte et début juillet, Degrelle et Rouleau obtiennent l'accord des autorités allemandes, annoncé lors d'une réunion des Formations de combat le 6 juillet 1941. Alors que mi-juillet, la première campagne de recrutement est un échec absolu, avec guère plus de 200 volontaires, Degrelle cherche à obtenir le soutien du roi Léopold III : malgré l'absence de réaction du monarque, approché lors d'une réunion entre l'envoyé de Degrelle, Pierre Daye, et le comte Capelle, Degrelle et Rouleau affirment que le souverain a approuvé la création de la Légion wallonie. Dans un premier temps, Degrelle ne semble pas avoir l'intention de partir pour le front, comme en témoigne son discours du 6 juillet 1941 : « Je voudrais être libre et avoir 20-25 ans comme vous autres. Jamais un tel avenir n'a été donné à la jeunesse... Je n'ai qu'une peur, c'est que vous arriviez quand il sera trop tard... Il semble que si j'étais dans votre cas, ce serait dans mon âme un déchirement terrible d'y manquer ». Mais, lors d'un rassemblement à Liège, le 22 juillet 1941, Degrelle annonce qu'il s'engage dans la légion comme simple soldat. Ce sont finalement 850 volontaires, dont 730 militants rexistes, qui quittent Bruxelles pour un camp d'entraînement de Meseritz en Allemagne, le 8 août 1941, sous la direction de Fernand Rouleau, le commandeur en titre de la légion étant un officier de l'armée belge, le major Jacobs. Degrelle a promis aux volontaires qu'ils porteraient un uniforme belge, seraient placés sous un commandement intégralement belge et seraient assurés d'être employés en seconde ligne, promesses qui sont rapidement démenties par les faits. Contrairement aux volontaires flamands de la Vlaams Legioen, embryon de la future 27e division SS de grenadiers volontaires Langemarck, qui sont incorporés à la Waffen-SS, les membres de la légion Wallonie dépendent de la Wehrmacht.

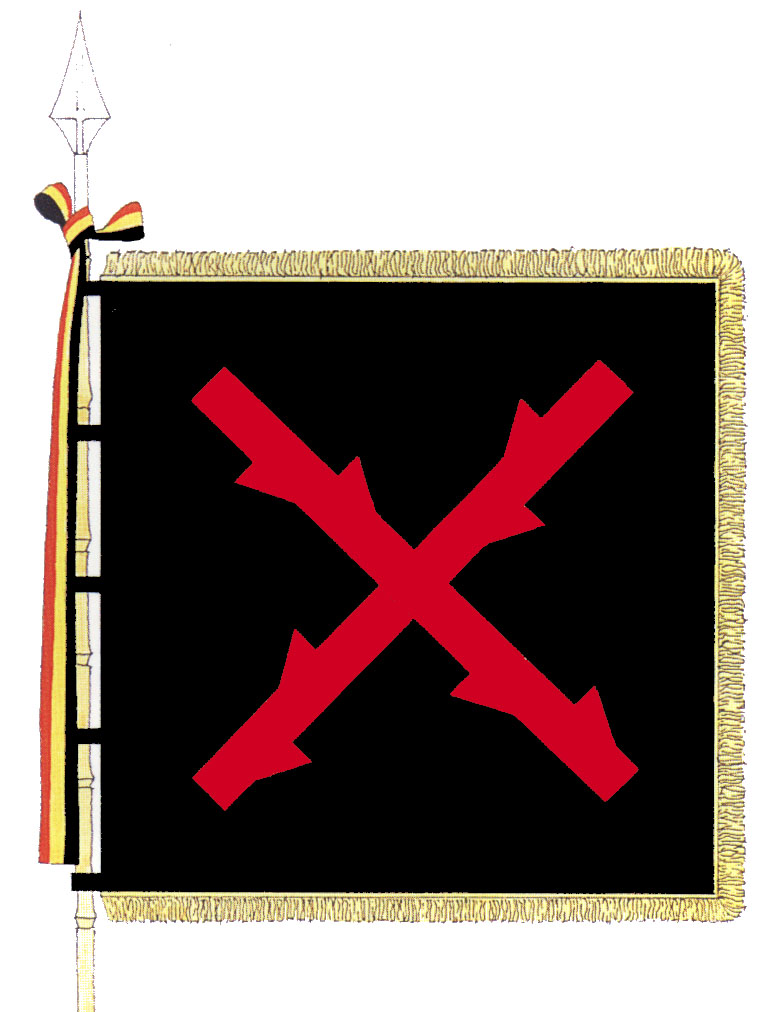
Drapeau de la SS « Wallonie » arborant la croix de Bourgogne.

Le conflit latent entre Degrelle et Rouleau éclate rapidement, Degrelle ne supportant pas les excellents contacts de Rouleau avec les officiers allemands et ses voyages à Berlin : fin août 1941, dans des circonstances peu claires, Rouleau quitte la Légion Wallonie et Rex et fin 1941, le major Jacobs, en conflit avec Degrelle est remplacé par le capitaine Pauly. Fin novembre 1941, malgré le manque de préparation de l'unité, Degrelle insiste, auprès du commandant des forces italiennes du secteur, le général Luigi di Michele, pour que la légion soit le plus vite possible envoyée sur le front. La reprise en main de la légion par Pauly, « qui fait preuve d'un réel déséquilibre mental » et « fait massacrer ses hommes en dépit du bon sens », suscite à nouveau un conflit avec Degrelle et conduit au remplacement de Pauly par le capitaine Georges Tchekhoff, russe exilé et ancien officier des armées blanches. Tchekhoff est assisté par le 1er lieutenant Lucien Lippert et par Léon Degrelle qui, malgré son grade d’Oberfeldwebel (adjudant-chef), se fait muter à l'état-major.
En février 1942, Degrelle, toujours sur le front, ordonne le lancement d'une nouvelle campagne de recrutement au sein de Rex. Il se rend également à Berlin pour examiner la possibilité de recruter au sein de la légion des prisonniers de guerre belges, dont seuls 140 s'engagent dans la légion. Le 10 mars 1942, 450 volontaires sont rassemblés sur la Grand-Place de Bruxelles. Parmi eux, des membres des Gardes wallonnes et 150 adolescents des Jeunesses rexistes, dont certains ne sont âgés que de 15 ou 16 ans, sous le commandement de John Hagemans, prévôt des Jeunesses rexistes et ancien membre du Verdinaso. Degrelle insiste personnellement pour que ces jeunes volontaires soient envoyés sur le front, alors que leur recrutement avait été présenté comme un « tour de propagande » qui devait se terminer avec la fin des vacances scolaires.
Faisant preuve d'un réel courage sur le front, Degrelle est décoré de la croix de fer et nommé Feldwebel (adjudant) en mars 1942, après que la Légion a perdu 63 % de ses effectifs en résistant à une offensive russe. En juin 1942, nouveau changement à la tête de la légion dont Lucien Lippert, avec qui Degrelle entretient d'excellents rapports, devient le commandeur. Durant l'année 1942, la légion ne connaît que peu de répit sur le sanglant front de l'est où elle est fréquemment à la pointe des offensives allemandes ; en octobre, malgré les renforts arrivés de Belgique, elle ne compte plus que deux cents hommes en état de combattre.
« En dix mois, Degrelle s'était vu confronté à une série de problèmes personnels, politiques et militaires. Usant d'une patience qui ne lui était pourtant pas coutumière, mais dictée par les impératifs du moment, à chaque fois, il était parvenu à redresser la situation à son avantage personnel ».

##### Au sein de la Waffen-SS

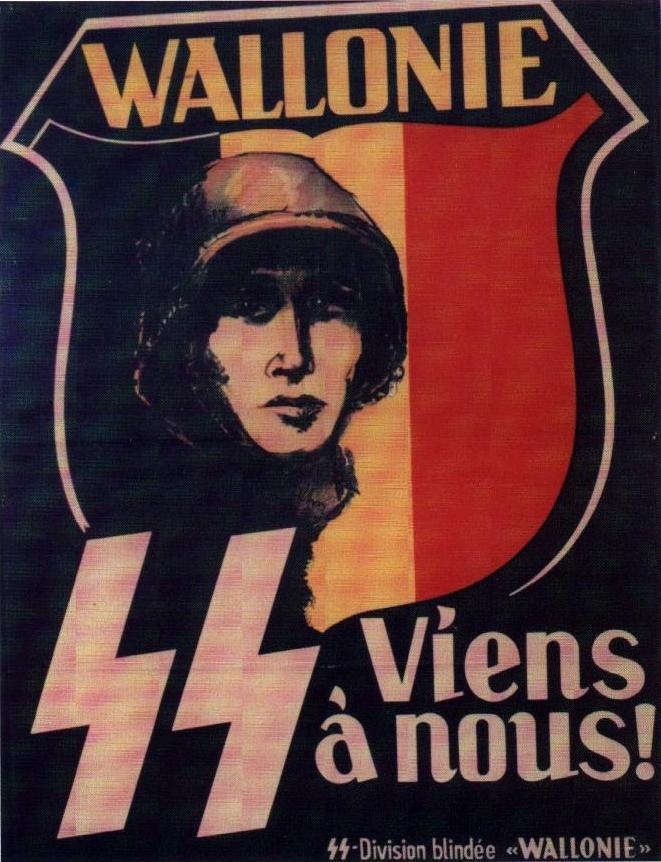
Affiche de recrutement de la division SS « Wallonie ».

Le 17 septembre 1942, Degrelle prend contact avec le SS-Obergruppenführer Felix Steiner, commandant de la 5e Panzerdivision SS Wiking afin de préparer l'intégration de la Légion Wallonie à la Waffen-SS. Afin de faciliter cette intégration, il donne l'ordre à son remplaçant à la tête de Rex en Belgique, Victor Matthys, de proclamer la germanité des Wallons, ce que fait celui-ci lors d'un discours, le 25 octobre 1942. Avec le soutien de Felix Steiner, il se rend ensuite à Berlin pour obtenir l'accord des responsables allemands. Le 19 décembre 1942, il rencontre plusieurs membres de l'entourage d'Heinrich Himmler, dont Gottlob Berger ; conscient de l'influence croissante de la SS au sein du régime nazi, « il a senti le parfum enivrant du pouvoir ». Dans la nuit du 23 au 24 mai 1943, Degrelle rencontre, pour la première fois, Himmler, rencontre dont il donne, dans ses écrits d'après-guerre, « un compte-rendu hautement extravagant » ; si Himmler fait quelques concessions mineures, comme le maintien des officiers et de l'aumônier catholique belge et du français comme langue de commandement, c'est Degrelle qui fait des concessions politiques majeures, en acceptant que le seul but de toute activité politique en Wallonie soit la préparation du retour de la race wallonne dans le Reich, abandonnant ainsi de fait sa volonté de restaurer un empire bourguignon, proclamée lors d'un discours du 4 avril 1943. Le 1er juin 1943, la légion Wallonie passe dans les rangs de la Waffen-SS, sous la dénomination de SS-Freiwilligen-Brigade Wallonien.
Courant novembre 43, Degrelle entre en conflit avec l'officier de liaison, le SS-Obersturmbannführer Albert Wegener et avec le successeur de Félix Steiner, le SS-Gruppenführer Herbert Otto Gille : pour ces deux officiers, il apparaît « que le niveau d'instruction au sein de l'unité n'autorise pas encore un engagement de type offensif ». Degrelle, au contraire, veut engager l'unité dans des actions offensives et ne pas la confiner dans des actions défensives sans éclat. En janvier 1944, lors de la bataille de Tcherkassy, Degrelle insiste auprès du général Gille pour participer à une offensive dans la forêt de Teklino : Degrelle avait fait fi de la réticence de Lippert, qui, mieux que quiconque, savait que la brigade n'était pas assez étoffée pour affronter les forces soviétiques retranchées dans la forêt. [...] Teklino était une sorte de quitte ou double. Échouer eût signifié voir la brigade absorbée complètement par la division Wiking avec à sa tête des officiers allemands. [...] La décision de Degrelle était un acte politique dans lequel Lippert n'intervint pas. Les combats sont particulièrement féroces du 18 au 20 janvier 1944 et Lippert trouve la mort sur le front le 13 février 1944. Durant la bataille de Tcherkassy, Degrelle n'exerce pas de commandement militaire spécifique et est affecté comme officier à la 3e compagnie, sans responsabilité particulière. Lors d'un dénombrement des effectifs, le 20 février 1944, sur les 1 700 membres de la brigade qui ont pris part à la bataille, seuls 632 sont encore en état de combattre.
Après un intérim assuré par le major Hellebaut, Degrelle est nommé Kommandeur der SS Freiwillige Grenadier Brigade Wallonien et promu SS-Hauptsturmführer, le 31 janvier 1944.
Envoyé à Berlin par avion et célébré par la machine de propagande nazie, Degrelle, le 20 février 1944, est reçu par Adolf Hitler qui le décore de la croix de chevalier de la croix de fer, une des plus hautes distinctions allemandes, lors « d'un entretien d'une heure au cours duquel aucun sujet d'importance n'est abordé ». Il s'agit de la deuxième rencontre entre les deux hommes, après celle du 26 septembre 1936. « Entre les deux, en dépit de ce que raconte Degrelle, narrant à l'envi ses conversations multiples avec Hitler, c'est plus que le flou artistique, c'est le vide intégral. En tout cas vide de preuves. Quand on connaît la minutie administrative du Reich, particulièrement au plus haut niveau, quand on sait que chaque réception du Führer avec qui que ce soit faisait l'objet d'un compte-rendu détaillé, quand on sait enfin qu'aucune relation n'existe d'une visite de Degrelle à Hitler entre les deux citées, on est en droit de se demander s'il y en eut réellement une seule entre ces deux là, s'il n'y a pas là une vaste mythomanie, un puissant besoin de prendre ses désirs pour des réalités. [...] Ajoutons-y cette étrange vérité : Degrelle n'a jamais su parler allemand ».

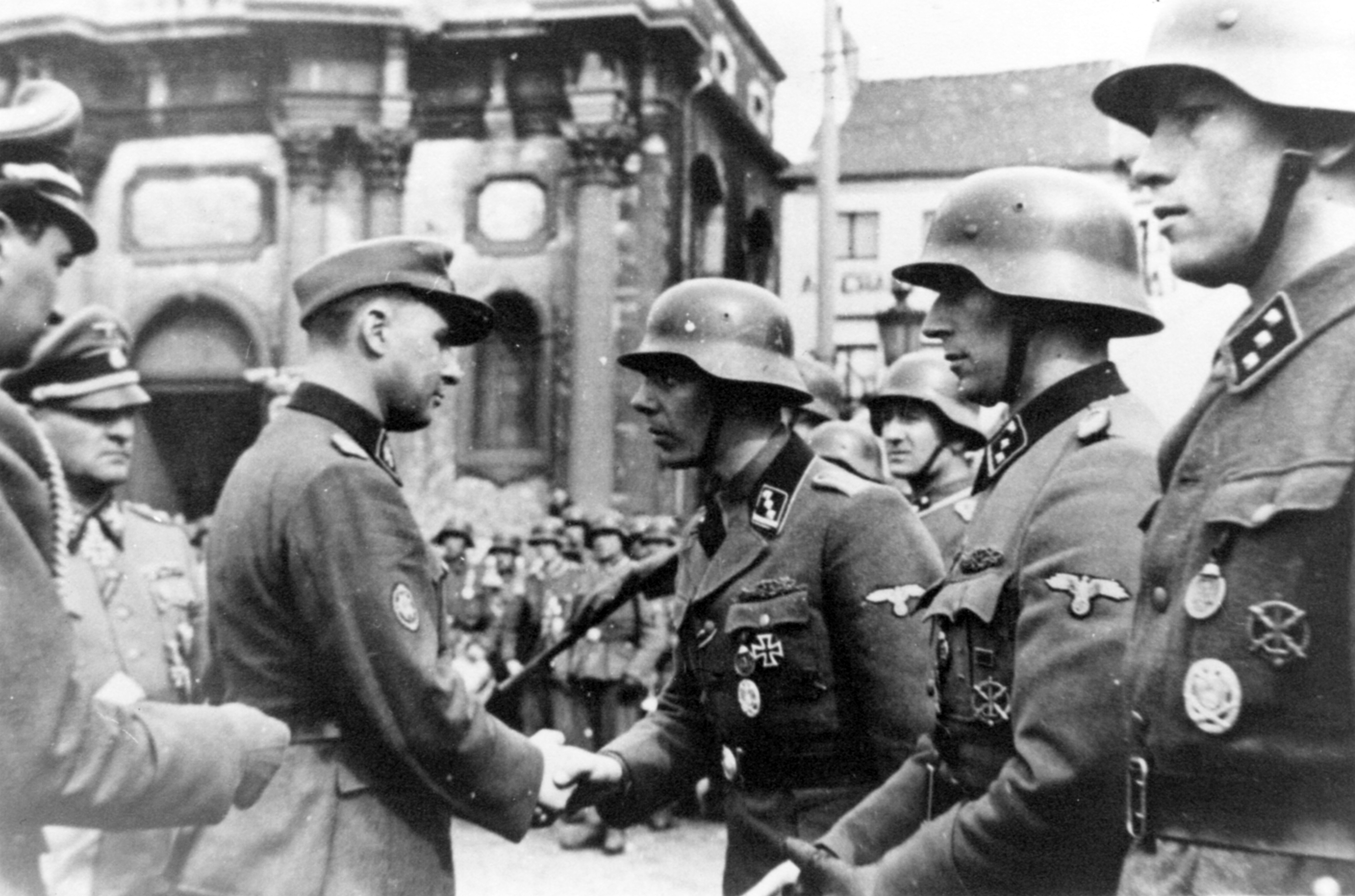
Léon Degrelle à Charleroi.

Après son séjour à Berlin, Degrelle fait son retour en Belgique. Le 27 février 1944, il prend la parole lors d'une réunion organisée en toute hâte au Palais des Sports de Bruxelles : la grande salle est pleine et, « au milieu d'acclamations sincères mais disciplinées, Degrelle prononce, avec sa verve habituelle, un discours qui ne contient que des expressions de fidélité éternelle à la cause nazie ».
Le 5 mars 1944, Léon Degrelle s'adresse à la LVF lors d'un meeting à Paris où Fernand De Brinon, Jacques Doriot, Marcel Déat, Joseph Darnand et Otto Abetz font partie de l'assistance. Lors de son discours, il fait référence à Charles Maurras sans le nommer, lui reprochant de ne pas adhérer au projet européen nazi.

« Et puis, il y a le vieux nationalisme restrictif, celui de « la France seule ». Avoir, à vingt ans, embrassé les colonnes roses de l’Acropole, avoir, à vingt ans, crié : « je suis Romain », être d’Athènes et de Rome, être de Provence ou de Paris, tout cela aurait dû conduire à être d’Europe. Un Français ne peut pas être aujourd’hui de France seule. »

Après d'autres meetings à Charleroi, à Liège, c'est la consécration : le 1er avril 1944, les légionnaires survivants de la bataille de Tcherkassy, en tenue de combat, se rassemblent sur la Place de la Ville-Haute de Charleroi, où certains d'entre eux sont décorés par Sepp Dietrich, commandant le Ier SS-Panzer Korps. À bord de véhicules prêtés par la 12e SS Panzerdivision « Hitlerjugend », ils paradent ensuite à Bruxelles : « triomphant, accompagné de ses jeunes enfants, Degrelle arbore un large sourire, juché sur un blindé, à la tête de ses hommes ». Ce défilé d'une unité collaborationniste en tenue de combat dans sa patrie d'origine est un élément unique en Europe occupée.

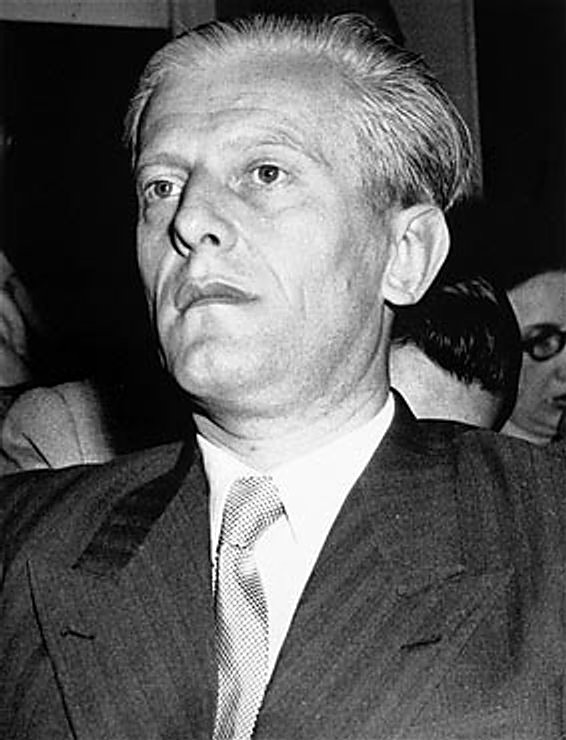
Otto Abetz.

Lors de sa dernière rencontre avec Hitler, le 25 août 1944, il reçoit la croix de chevalier de la croix de fer avec feuilles de chêne. Après la guerre, Degrelle prétend que Hitler lui aurait dit : « Si j'avais eu un fils, j'aurais aimé qu'il fût comme vous ». Cette affirmation est contestée par Jean-Marie Frérotte qui souligne que Degrelle « n'a jamais fait état de cette réflexion du vivant d'Hitler, comme s'il avait pu redouter un démenti cinglant » et selon qui Degrelle aurait déclaré en sortant de l'entrevue : J'ai « vu dans ses yeux qu'il me regardait comme son fils ». Selon Alain Colignon, mi 1944, Degrelle, « pour ses protecteurs nazis, demeurait un instrument de propagande, apte à jouer le rôle d'un agent recruteur pour le front oriental et à pourvoir le collaborationnisme francophone d'une face avenante. Les conseillers du Führer envisageaient bien de l'utiliser, sous contrôle, à la tête d'un Reichsgau wallon, dans la perspective d'une annexion imminente. » Lors d'une rencontre entre Hitler et Himmler, le 12 juillet 1944, au cours de laquelle est évoqué le remplacement de la Militärverwaltung par une administration civile, le chef de la SS ne propose aucun rôle pour Degrelle et en parle en des termes peu élogieux, critiquant son manque de sérieux politique par rapport aux collaborateurs flamands. Pour les dirigeants de la SS, Degrelle manque de crédibilité en tant que futur dirigeant politique d'importance.
Promu SS-Sturmbannführer en avril 1944, Degrelle est à la tête d'une brigade de 4 150 hommes, loin des 8 000 nécessaires pour constituer une division : « Techniquement, cette division était impossible à mettre sur pied. Degrelle [...] s'en souciait peu, la reconnaissance sur le papier et le titre de commandeur lui suffisant. » La campagne de recrutement menée par Degrelle au cours de l'été 1944 auprès des travailleurs belges en Allemagne ne rencontre qu'un maigre succès.
Lors de la bataille des Ardennes, Degrelle, qui espère participer à la « libération » de la Belgique, est cantonné à l'arrière du front avec un petit détachement motorisé et ne prend aucune part aux combats.
Nommé Volksführer der Wallonen (chef des Wallons) par Hitler le 23 novembre 1944, il reçoit, le 1er janvier 1945, « les pleins pouvoirs pour les affaires civiles, politiques et militaires pour les Wallons séjournant dans les territoires occupés par les troupes allemandes » et décrète aussitôt la mobilisation des classes 1924 et 1925 pour tous les ressortissants belges qui se trouvent sur le territoire du Reich.
La 28e division SS Wallonie participe à sa dernière campagne en Poméranie en février 1945, avec un seul régiment opérationnel, dont « les hommes se battirent avec un héroïsme et un courage indéniables face à une suprématie écrasante en matériel et en effectifs. » La dernière unité constituée, qui ne compte plus que deux cents hommes, se rend aux Américains à Schwerin, le 3 mai 1945.
Degrelle affirme avoir rencontré Himmler, par hasard, le 2 mai 1945, et à cette occasion, avoir été nommé verbalement au grade de SS-Oberführer.
« Limitées dans le temps et dans l'espace, l'action et l'existence de la Légion Wallonie n'avait pas d'autre raison d'être que celle de servir les desseins politiques de Léon Degrelle en Belgique ».

#### La collaboration rexiste en Belgique
À partir de son départ pour la Légion Wallonie, Degrelle délaisse de plus en plus les activités de Rex en Belgique. Le 7 août 1941, il désigne Victor Matthys pour diriger Rex en son absence, avec José Streel, comme conseiller politique.
Durant l'automne 1941, la militarisation de Rex s'accentue avec la création des Gardes wallonnes, intégrées à la Wehrmacht, notamment chargées de garder des sites stratégiques dans la zone de juridiction de la Militärverwaltung.
Degrelle revient de temps à autre en Belgique. Son discours du 17 janvier 1943 au Palais des sports de Bruxelles constitue, selon Martin Conway, le point culminant de la collaboration : marqué par « une fresque éclatante de l'héritage germanique supposé de la Wallonie », évasif sur les futures relations entre celle-ci et l'Allemagne, ce discours ôte toute limite à la collaboration ; pour Degrelle, « la politique nazie sera, par définition, aussi celle de la Wallonie et le peuple wallon devra une fidélité inconditionnelle aux leaders du IIIe Reich; » Cette adhésion inconditionnelle au nazisme entraîne le départ de nombreux militants rexistes. « Le discours du 17 janvier 1943 est également synonyme de rupture pour Rex qui cesse d'être un mouvement authentiquement belge pour devenir une excroissance du national-socialisme allemand. [...] Bien qu'il en demeure le leader incontesté, Léon Degrelle ne s'intéresse plus beaucoup aux développements de l'organisation rexiste en Belgique. [...] Léon Degrelle devient ainsi un aventurier solitaire à la recherche de miettes de prestige et de pouvoir dans un Reich de plus en plus décadent ».
Le 25 juillet 1943, il provoque un grave incident, lors de la messe dominicale en l'église Saint-Charles de Bouillon, lorsque la communion lui est refusée alors qu'il porte l'uniforme allemand. Degrelle et quelques rexistes séquestrent le doyen, l'abbé Michel Poncelet, pendant plusieurs heures dans la cave à vin de la maison familiale et l'ecclésiastique est finalement libéré par les Allemands. Cette voie de fait lui vaut d'être excommunié, sentence qui est levée sur le front en novembre 43.

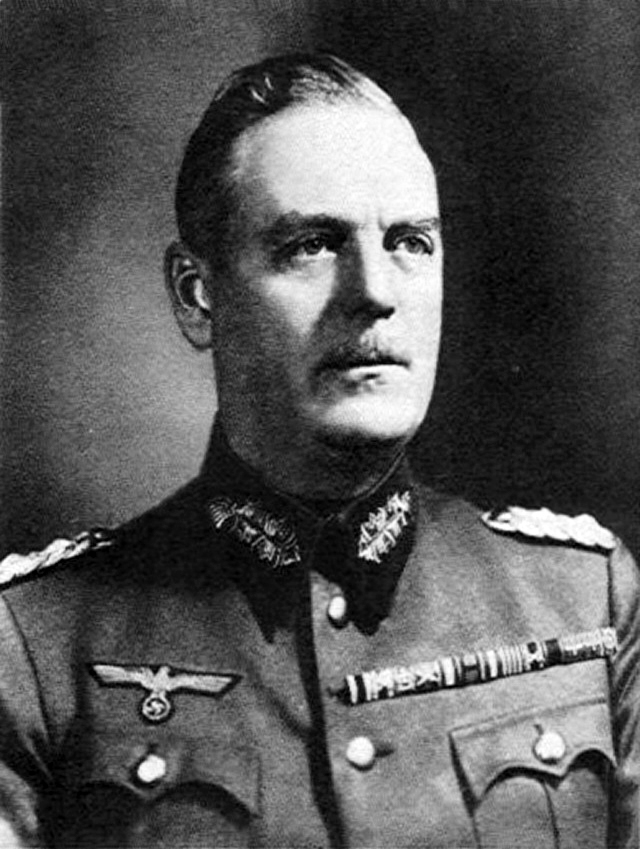
Wilhelm Keitel.

Si courant 1943, Degrelle se tient à distance des activités du mouvement, il apparaît à plusieurs rassemblements rexistes lors desquels « ses discours ne sont que de simples appels à l'optimisme émaillés de mises en garde contre les conséquences d'une victoire communiste ou alliée ». Cela ne l'empêche pas d'ambitionner de donner à Rex et à lui-même un rôle prépondérant en Belgique : fin 1943, il écrit à Adolf Hitler pour dénoncer la politique anti-nazie du responsable de la Militärverwaltung, Reeder, et pour proposer au Führer de placer la Belgique sous administration civile et d'y nommer un Höherer SS- und Polizeiführer. Si rien n'atteste que Hitler ait reçu la lettre, Reeder en reçoit lui une copie, ce qui lui fournit l'occasion, une fois de plus de marquer sa défiance à l'égard de Degrelle, qui peu de temps auparavant, lui avait envoyé une lettre de louanges et un grand bouquet de fleurs : dans un courrier à Wilhelm Keitel, Reeder dénonce l'inconstance intellectuelle et la fantaisie (geistigen Beweglichkeit und Phantasie) de Degrelle. Le projet de Degrelle n'aboutit pas et le 2 novembre 1943, il quitte à nouveau la Belgique pour le camp d'entraînement de la Légion, puis pour le front de l'est.
Au printemps 1944, Degrelle tente de relancer un mouvement rexiste en Flandre. Reeder interdit immédiatement les rassemblements pro-Degrelle en Flandre et adresse à ses supérieurs à Berlin un rapport cinglant.

« Il est apparu de façon constante que Degrelle, dans la mesure où il s'agit de questions politiques, est versatile, facilement influençable, souvent maladroit et peu fiable en tant qu'homme de caractère... Sous l'effet de son tempérament et de certains traits de caractère, apparaissent souvent chez Degrelle des phantasmes et des exagérations politiques, qui n'ont rien à voir avec un optimisme sain, ni même avec des considérations de réalisme politique »

— Rapport de Eggert Reeder, chef de la Militärverwaltung.
Afin de favoriser le recrutement de soldats pour la 28e division SS Wallonie parmi les travailleurs belges en Allemagne, Degrelle ordonne, dans le courant de l'été 1944, à Victor Matthys, de dresser une liste de 40 000 noms, liste à transmettre aux autorités allemandes afin de faciliter la déportation des ouvriers au sein du Reich. Seuls six à sept mille individus sont répertoriés et les listes ne sont pas transmises aux Allemands en raison de l'avance alliée.
Le 8 juillet 1944, Édouard Degrelle, le frère de Léon, pharmacien à Bouillon est assassiné par des résistants, alors qu'il ne joue qu'un rôle tout à fait secondaire dans le mouvement rexiste. À titre de représailles, le lendemain, trois rexistes assassinent un pharmacien bouillonnais, et sont brièvement arrêtés par la police allemande. Revenu en Belgique à l'annonce du meurtre de son frère, le 10 juillet, Léon Degrelle réclame à Heinrich Himmler l'exécution immédiate de 100 otages et désigne personnellement trois otages supplémentaires aux personnes déjà arrêtées. Les trois otages désignés par Degrelle sont abattus par la police allemande le 21 juillet. S'il informe Himmler « qu'il est de son devoir de rester auprès de ses hommes en Belgique », cela ne l'empêche pas de se rendre à Paris puis de quitter Bruxelles pour rejoindre le front en Estonie. Le 13 août, il écrit à Matthys et l'assure « qu'un renversement de situation reste possible ». Réfugiés en Allemagne, Degrelle, Matthys et son adjoint, Louis Collard, mettent officiellement fin à l'existence du mouvement rexiste, le 30 mars 1945.
En Belgique, les rexistes sont l'objet de fréquentes attaques de la Résistance et nombre d'entre eux sont abattus, le phénomène s'amplifiant en 1944. Rex crée, après les « Formations de combat » et les « Gardes Wallonnes », de nouvelles unités comme le « Département Sécurité et Information », en mars 1943, et les « Formations B », début 1944, qui s'engagent activement dans la lutte contre les résistants ou supposés tels mais aussi dans des actions de pur banditisme. La campagne de terreur rexiste débute ouvertement avec l'assassinat du gouverneur de la province de Namur, le libéral et franc-maçon François Bovesse, le 1er février 1944. Le 17 août 1944 l'exécution par la Résistance d'Oswald Englebin, bourgmestre rexiste du Grand Charleroi, dont la femme et le fils périssent dans l'attentat, entraîne des représailles des membres des Formations B qui commettent la « tuerie de Courcelles », du 17 au 18 août, faisant 27 victimes. À Bruxelles, ils assassinent le bâtonnier de l'ordre des avocats Louis Braffort.
« Degrelle qui, même lorsqu'il est au front de l'Est, ne peut ignorer ce que font les rexistes en Belgique, n'aura jamais un mot de blâme pour leur activité. […] Il couvrira de son autorité tous les meurtres et tous les sévices perpétrés par les rexistes. Certes Degrelle n'est pas un criminel de guerre […], il n'en reste pas moins qu'il a laissé se faire en son nom et au nom de son mouvement une politique passablement immonde. »

## L'exil et la construction du mythe

### Exil en Espagne

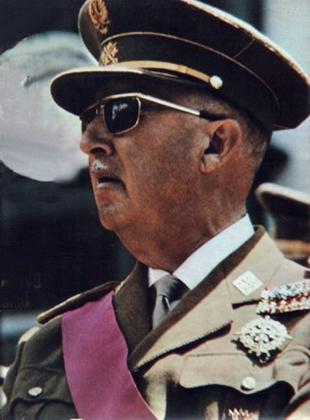
Le général Franco en 1969.

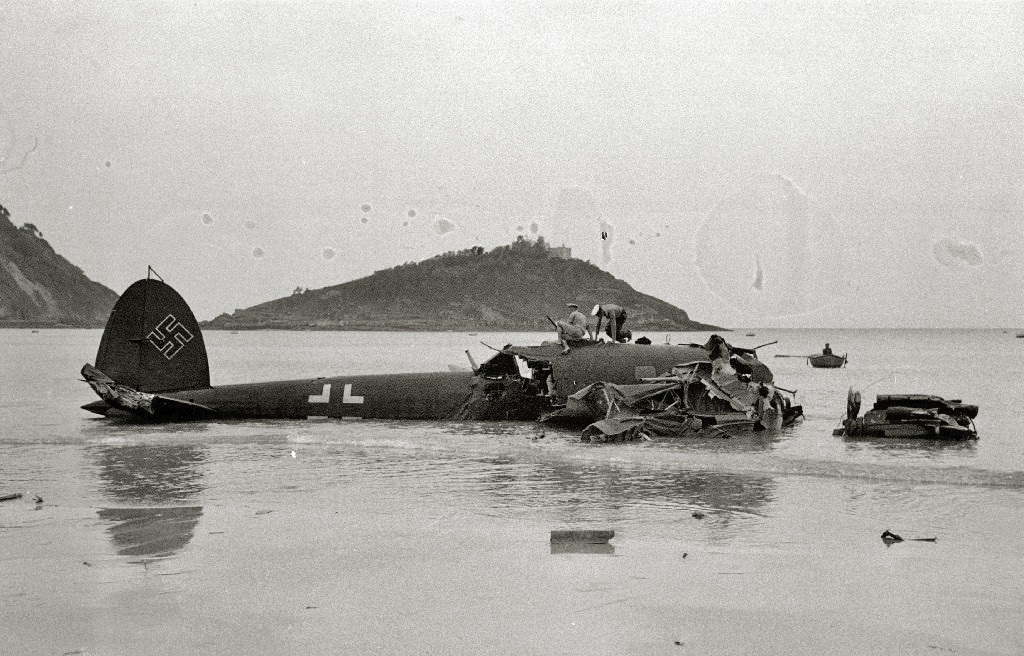
Le bombardier bimoteur Heinkel 111 écrasé sur la plage.

Condamné à mort par contumace par le Conseil de guerre de Bruxelles, le 29 décembre 1944, Degrelle gagne, fin avril 1945, le Danemark puis la Norvège, deux pays toujours sous contrôle allemand ; il atteint Oslo, où il réquisitionne un bombardier bimoteur Heinkel 111, et il finit, après avoir survolé une grande partie de l'Europe, par atterrir en catastrophe sur une plage de Saint-Sébastien dans le nord de l'Espagne. Sa présence embarrasse le régime de Francisco Franco, qui héberge déjà Pierre Laval. Un correspondant de guerre belge, R. A. Francotte, lui rend visite à l'hôpital où il constate qu'il est sévèrement gardé. Lors de cette rencontre, Degrelle affirme qu'il est prêt à revenir en Belgique pour y être jugé, à condition qu'une amnistie totale soit accordée aux anciens combattants du front de l'Est, qu'il puisse s'y présenter « revêtu de son glorieux uniforme à cocarde belge, porteur des décorations gagnées au front » et qu'il assure sa défense lui-même, le procès devant recevoir une large publicité dans la presse et à la radio.
Le chargé d'affaires de Belgique en Espagne, Jacques De Thier, entame dès 1946 des négociations avec les autorités espagnoles pour le refoulement de Degrelle vers la France ou Gibraltar, sa livraison aux Nations unies ou aux autorités d'occupation en Allemagne, alors qu'une demande d'extradition doit encore être examinée par la justice espagnole. Ces tentatives échouent en raison du manque de soutien des gouvernements et diplomates britanniques et américains et des réticences du ministre espagnol des affaires étrangères qui estime « que depuis l'affaire Laval, nous ne devons plus livrer d'autres prisonniers politiques ». Le 10 avril 1947, les autorités espagnoles font savoir à De Thier que « le Conseil d'État est opposé à l'extradition, [parce que] les crimes qui sont imputés à Degrelle sont politiques ou connexes à une activité politique ». Cette réponse suscite un violent discours du ministre belge des affaires étrangères, Paul-Henri Spaak, le 3 mai 1947, au cours duquel il réitère sa demande d'extradition et menace de porter l'affaire devant le Conseil de sécurité des Nations unies, ce qui est fait dans les jours qui suivent. Dans un climat de plus en plus tendu, le gouvernement espagnol accepte de régler l'affaire Degrelle à trois conditions : la Belgique doit retirer sa plainte devant l'ONU, donner l'assurance que Degrelle serait jugé conformément aux lois et déclarer que le règlement de l'affaire Degrelle contribuerait à rétablir des relations diplomatiques normales avec l'Espagne. Pour Spaak, ces trois conditions sont inacceptables : « il est indécent de nous demander une assurance que Degrelle sera jugé conformément aux lois » et il n'accepte « pas de marchandage entre la livraison de Degrelle et la reprise des relations normales avec l'Espagne ».
Après une nouvelle proposition espagnole, qui réitère à peu de chose près les conditions fixées précédemment, mais cette fois sous la forme d'un communiqué commun publié par Bruxelles et Madrid, et qui essuie un nouveau refus de Spaak, De Thier est informé le 22 août 1947 au matin que Degrelle a reçu un ordre de quitter le territoire et qu'il a été mis en liberté surveillée pour pouvoir s'y conformer. Pour De Thier, les complicités espagnoles dans la disparition de Degrelle ne font pas de doute : Degrelle quitte l'hôpital le 21 août à huit heures du matin dans un taxi à bord duquel l'attendent deux passagers, la police locale refuse d'entamer des recherches et le jour même, vers dix heures du soir, les ministères des affaires étrangères et de l'intérieur notifient à la police de Saint-Sébastien que l'affaire est terminée. De nouvelles tentatives pour obtenir l'extradition de Degrelle sont effectuées en 1958, après la mort de son fils, en 1970, et en 1983, à l'initiative du député socialiste Willy Burgeon, mais elles butent sur le fait qu'il a acquis la nationalité espagnole. En marge de ces démarches officielles, il fait l'objet de plusieurs projets de rapatriement de force en Belgique, en 1946, 1958 et 1961, qui ne connaissent jamais le moindre début de concrétisation.
Déchu de sa nationalité belge, Degrelle est naturalisé par adoption en 1954, sous le nom de Léon José de Ramirez Reina. Dès 1947, il fait partie des fondateurs d'une association d'extrême droite, le Secours international pour les victimes du nazisme, aux côtés d'anciens membres de la Waffen-SS et de la Gestapo. Il réapparaît en public lors d'une cérémonie organisée à la mairie de Madrid en décembre 1954 pour la remise de décorations à d'anciens combattants sur le front de l'Est et donne, à la même époque, une interview au journal El Español. Si aucun élément n'atteste que Degrelle ait quitté l'Espagne entre 1945 et sa mort, on le voit ou l'imagine tour à tour en partance pour l'Argentine, ou réfugié au Portugal ou en Équateur, en Uruguay, en Égypte, voire en séjour en Belgique. Sa naturalisation permet à Degrelle de multiplier les apparitions publiques : en 1962, il marie sa fille aînée, Chantal, en « grand uniforme de fantaisie, arborant ses décorations allemandes » ; en 1970, c'est au tour de sa cadette, Marie-Christine : Degrelle est cette fois en civil mais porte à la boutonnière les insignes de « feuilles de chêne ». Parmi ses familiers se trouve notamment Otto Skorzeny. Dans la nuit du 22 au 23 novembre 1975, Degrelle participe pendant deux heures à la veillée funèbre du corps de Franco, et est ensuite victime d'un malaise cardiaque.
Degrelle se remarie, le 15 juin 1984 avec Jeanne Brevet Charbonneau (1922-2014), la nièce de Joseph Darnand divorcée d'Henry Charbonneau, avec laquelle il vivait depuis plusieurs années et connaît une vie prospère, notamment grâce à l'entreprise de travaux publics qu'il dirige et qui participe à la construction de bases aériennes américaines en Espagne après une tentative infructueuse d'importation de matériel agricole d'Argentine, une société de blanchissage, puis un commerce d'objets d'art.
Dernier dirigeant en vie d'un mouvement pro-nazi d'une certaine importance, il devient une référence pour les mouvements néo-fascistes européens, les partis d'extrême droite et les mouvements intégristes, rôle qu'il cultive avec soin,. Il est proche du Front national et est « un admirateur et un ami de son dirigeant, Jean-Marie Le Pen ». Lors d'une émission du Droit de savoir, sur TF1, le 22 mai 1988, Le Pen déclare : « je connais Léon Degrelle comme je connais un certain nombre d'hommes politiques mondiaux. [...] C'est un monument de la Seconde Guerre mondiale et un personnage historique tout à fait extraordinaire. Mais c'est un vieux monsieur qui s'attribue une influence qu'il n'a pas. » « Dans toute une série de livres et d'interviews, il tisse autour de ses faits de guerre toute une mythologie, racontant en détail ses relations privilégiées avec les dirigeants nazis et se présentant comme l'héritier de la tradition du national-socialisme européen. Les imprécisions historiques des récits historiques de Degrelle ne sont pas difficiles à relever ». Certaines publications de Degrelle suscitent de vifs débats en Belgique. Les deux éditeurs belges de sa Lettre à Jean-Paul II à propos de Auschwitz sont condamnés à un et deux ans de prison ferme, et la publication de la série de Wim Dannau, Ainsi parla Léon Degrelle, entraîne un vif débat à la Chambre où une interdiction est envisagée.

### Mort
Léon Degrelle meurt à l'âge de 87 ans dans la soirée du jeudi 31 mars 1994 à Malaga, à la clinique Parque San Antonio où il avait été admis le 10 mars en raison d'insuffisance cardiaque. Il est incinéré le lendemain. S'exprimant dans le cadre du documentaire Degrelle ou la Führer de vivre, Jean Vermeire, ancien officier de la légion Wallonie, déclare qu'il a dispersé les cendres de celui-ci à Berchtesgaden. Ce témoignage n'a pas été remis en cause lors du débat qui a suivi la diffusion du documentaire ou dans la presse.

### La construction du mythe

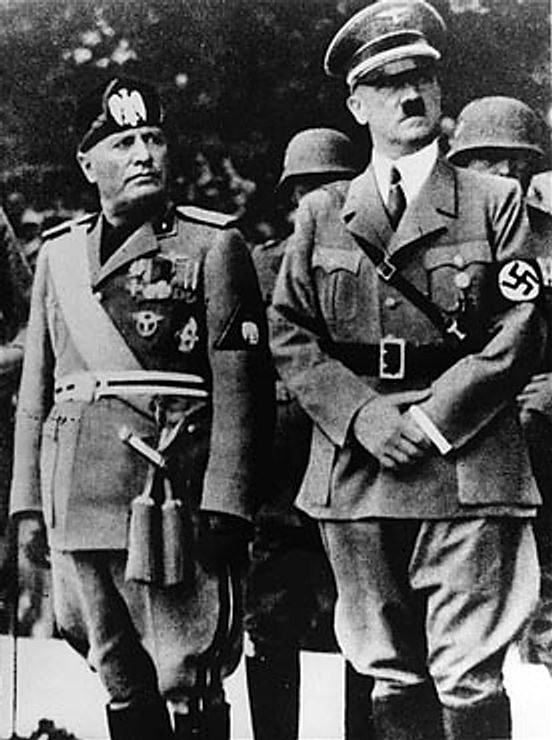
Hitler et Mussolini durant une visite officielle de Mussolini à Munich.

Dans La Cohue de 1940, premier ouvrage écrit lors de son exil et publié en Suisse en 1949, Degrelle affirme avoir reçu l'aval du roi Léopold III pour reprendre ses activités politiques à partir de juillet 1940 : « c'est l'opposé qui est vrai. Décidé à récupérer le temps perdu, Degrelle ne cherche aucun conseil avant de plonger dans la mêlée politique ». Pour Charles d'Ydewalle, cet ouvrage « nous fournit, à travers plus de cinq cents pages, le sujet le plus utile à l'œil d'un psychiatre. Tout s'y retrouve depuis la verbosité la plus étincelante jusqu'à la platitude la plus sordide, en passant par des accès de mégalomanie qui, répétons-le, méritent l'étude avertie d'un spécialiste. […] Degrelle ne manque jamais l'occasion de se mettre à la tribune sur le même plan qu'Adolf Hitler, Benito Mussolini et Francisco Franco. Sa pathologie est ici éminemment intéressante. » Du même auteur, proche de Degrelle au début des années trente, à propos de La campagne de Russie, deuxième ouvrage d'exil publié lui aussi en 1949 : « Degrelle fait du roman. Son pouvoir d'affabulation est tel qu'il peut raconter n'importe quoi à n'importe qui ». Et d'Ydewalle de poursuivre en soulignant que le livre est dédié aux 2 500 morts de la légion Wallonie, qui d'après les rapports allemands a compté 1 200 morts ou disparus et 1 300 blessés évacués du front.
Hitler pour mille ans, publié en 1969, est tout aussi révélateur des affabulations de Degrelle et de son admiration persistante pour Hitler. Pour le premier aspect, Degrelle affirme tour à tour qu'après sa première entrevue avec Hitler en 1936, celui-ci aurait dit et répété à Joachim von Ribbentrop qu'il n'avait jamais vu de tels dons chez un gars de cet âge, qu'en 1939, le soir, il allait parfois retrouver le roi Léopold III à son palais de Laeken, « où le souverain le recevait détendu, en culotte de cheval » et où ils jetaient « ensemble les bases des campagnes de la presse rexiste » ; toujours selon Degrelle, en préparation à l'invasion de la Norvège, « Hitler lui-même avait été auparavant rôder secrètement en bateau tout au long de la côte à investir et connaissait chaque crique du débarquement. » Bien qu'il n'ait rencontré Hitler qu'à trois reprises, il proclame « : Moi je l'ai connu tout au long de ces dix années, connu de tout près au moment de sa gloire, comme au moment où, autour de lui, l'univers de ses œuvres et de ses rêves basculait. Je sais. Je sais qui il était : le chef politique, le chef de guerre, l'homme, l'homme tout cru, l'homme tout court. » Quant au second aspect, Degrelle nie la Shoah tout en exaltant les réalisations du nazisme : « On a publié, dans un gigantesque tapage, cent reportages, souvent exagérés, parfois grossièrement mensongers, sur les camps de concentration et les fours crématoires, seuls éléments que l'on veuille bien mentionner dans l'immense création que fut, pendant dix ans, le régime hitlérien. » Il termine son ouvrage en écrivant « qu'il est malheureux qu'au XXe siècle Hitler ait raté l'affaire [l'unification de l'Europe] à son tour [après Napoléon]. Le communisme eût été balayé » et que « Hitler disparu, le monde démocratique s'est révélé incapable de créer du neuf dans le domaine politique et social, ou même de rafistoler du vieux », allant jusqu'à prétendre que Hitler a inspiré Nasser, de Gaulle, Tito et Castro.
Jusqu'à son dernier souffle, Léon Degrelle exalte les réalisations d'Hitler et du régime national-socialiste. Il s'inscrit en outre dans la mouvance négationniste, niant en particulier l'existence et la matérialité de l'holocauste, notamment dans sa Lettre à Jean-Paul II à propos de Auschwitz, publiée en 1979. « Hormis une tendance grandissante à la mégalomanie et l'auto-glorification, son discours reste le même depuis 1945. Le tempérament de Léon Degrelle, le tempérament de celui qui a raison, qui a toujours raison, qui a raison tout seul, sa tendance – quel faible mot à en rajouter systématiquement, toujours et dans tout, voilà qui fait de ses déclarations, affirmations ou dénégations un buisson d'épines dont il est bien malaisé de faire un fagot ; le temps, mais encore plus la répétition, enjolive les histoires, les dépouille souvent de leurs aspects désagréables et gênants. » Pour Marc Magain, en Espagne, Degrelle « s'exercera parallèlement à une activité littéraire abondante, à peaufiner de lui-même une image où l'histoire, la légende et le désir de justification se conjuguent et souvent se contredisent, au grand dam de ceux qui cherchent à retracer et à découvrir la réalité ».
Comme le précise José Gotovitch, à l'époque directeur du Centre d'études et de recherches historiques de la Seconde Guerre mondiale et professeur à l'Université libre de Bruxelles, dans sa préface à l'ouvrage de Martin Conway, « s'est construit le mythe Degrelle, dont l'une des expressions les plus grotesques fut bien celle qui attribuait le prétendu refus belge de son extradition à la peur des révélations qu'il tenait en réserve. Or s'il est un mythe Degrelle […] c'est précisément le mythe de son importance, de son poids dans l'histoire de la Seconde Guerre mondiale en Belgique ».

## L'homme et le tribun
Le 26 mars 1932, Léon Degrelle épouse Marie-Paule Lemay, de cinq ans sa cadette, d'origine française et appartenant à la bonne bourgeoisie tournaisienne, avec qui il a cinq enfants : Chantal (1934), Anne (1936), Godelieve (1938), Léon-Marie (1939) et Marie-Christine (1944). Le mariage est célébré par Louis Picard, et sur le faire-part, Degrelle s'y présente comme docteur en droit.
En 1943, « soucieux d'assurer l'avenir des siens, il s'empare d'une société juive « aryanisée », « Les parfumeries de Bruxelles », tout en procédant à l'acquisition d'un terrain à Cannes. Ces tractations, ainsi que les aspects les plus équivoques de sa vie sentimentale, particulièrement agitée en cette année 1943, furent connues par la Résistance qui en fit ses choux gras ». On attribue à cette époque à Degrelle un certain nombre de maîtresses à Berlin, à Paris et à Bruxelles, alors que sa femme entretient une liaison avec un officier de la Luftwaffe, le Sonderführer Hellmuth Pessl, qui meurt dans des circonstances peu claires, Toujours en 1943, Degrelle crée une nouvelle publication L'Avenir, qui connaît un succès populaire et financier : en 1944, L'Avenir réalise un bénéfice mensuel de 600 000 francs, « alimentant les coffres déjà bien garnis de Degrelle ». Grâce également à la richesse de sa belle-famille, « il mène un train de vie fastueux et meuble sa demeure de la forêt de Soignes d'antiquités de valeur ».
Après la guerre, son épouse est condamnée à dix ans de prison et en purge cinq. Lors de son procès, elle déclare que « la guerre était nécessaire contre le bolchevisme, c'était un grand danger ». Après sa libération, elle décide de ne pas rejoindre son mari en Espagne. Elle meurt à Nice, le 29 janvier 1984, sans jamais avoir revu son époux depuis 1945.
Généralement souriant, Degrelle plaît aux femmes, chaleureux, il « arrive à nouer les contacts les plus inattendus avec les hommes les plus différents » : le 17 juin 1940, prisonnier à Cholet, il est sauvé du lynchage par onze détenus communistes. Il fait preuve d'un réel courage physique, tant dans les années 1930 durant lesquelles à différentes reprises, il sera ramené sur une civière de réunions où il était allé porter la contradiction, que pendant la guerre sur le front de l'Est. Il est surtout un orateur exceptionnel, capable d'enflammer son auditoire. « Il a un redoutable sens de la repartie, et quelques mots lui suffisent à ridiculiser ses adversaires », à l'exception de Paul-Henri Spaak. Il traite tour à tour le cardinal van Roey d'« anthropophage » et de « troglodyte ensoutané », le sénateur Philips de « requin d'argent pourri jusqu'aux métacarpes », le ministre du Bus de Warnaffe de « Gugusse de Warnaffe » et de « cagot débile », le premier ministre van Zeeland de « pillard larmoyant » et Winston Churchill de « débris bruyant ». Comme le souligne M. Conway, « devant un auditoire, Degrelle est certainement l'un des plus remarquables tribuns de sa génération en Europe. [...] Il subjugue ses auditoires par ses dénonciations passionnées des fautes de la classe politique dirigeante, mêlant un vocabulaire romantique, voire poétique, avec un langage populaire émaillé d'expressions patoisantes. Ce talent ne l'abandonnera jamais, et, même dans les jours les plus sombres du rexisme, les grands discours de Degrelle conservent une force émotionnelle qui ranime le moral et la foi des rexistes et parfois même gagne quelques rares convertis à sa cause ».
Le courage de Degrelle sur le front est souligné par Jean-Marie Frérotte et par Eddy de Bruyne. « La présence de Degrelle au front ? Quand ses nombreux déplacements à Berlin et ailleurs le lui permettaient, il mettait un point d'honneur à apparaître au milieu de ses hommes et même d'y prendre des risques physiques évidents » ; « Degrelle a été blessé à plusieurs reprises. Aucune de ses cinq blessures ne fut de nature à nécessiter une hospitalisation, toutes furent exploitées à des fins de propagande personnelle ».
« D'une ambition démesurée, Degrelle est desservi par une imagination très fantasque et par une véritable mégalomanie. [...] Il manque absolument du sens de la mesure. On peut parfois se demander s'il n'est pas atteint d'une véritable « folie des grandeurs » ».

## Historiographie
Degrelle suscite déjà de nombreuses publications en 1936 et 1937, qui émanent de ses partisans ou de ses adversaires et sont rédigées sur un ton hagiographique ou polémique. Pour le député rexiste Pierre Daye, « Léon Degrelle a un talent d'orateur prestigieux, un remarquable talent d'écrivain, un équilibre des nerfs magnifique, le sens du commandement, de l'organisation, l'autorité naturelle du chef. » Robert Brasillach est totalement séduit : « Peut-on résister à Léon Degrelle, à sa présence, à sa camaraderie immédiate, au rire d'enfant qui s'empare de lui ? […] Tout de suite, auprès de lui, on est saisi de cette confiance qui fait l'agrément juvénile du rexisme, on croit tout ce qu'il dit, tout ce qu'il va dire. […] Degrelle a cette jonction supérieure de son esprit et de son sang à l'esprit et au sang d'une époque, sans laquelle il n'est peut-être pas de meneur d'hommes. » Le portrait dressé en 1936 par Robert du Bois de Vroylande, jusqu'alors rédacteur en chef de la société d'édition REX et qui venait de rompre avec le rexisme, est d'une toute autre nature : « Du talent ? Oui si on appelle talent l'art de gueuler, les poings sur les hanches, comme au marché aux poissons, de faire passer des limandes pour des soles, les adversaires pour des requins et un pauvre type pour une sorte de génie. […] De la franchise ? Oui, si l'homme franc affirme blanc aujourd'hui et noir demain. De l'attachement à ses principes ? Oui, si l'attachement à ses principes est dans le fait de les piétiner chaque jour. De l'idéal ? Oui, si c'est en avoir que d'en changer comme de chemise,
Il n'existe pas de bibliographie complète de Léon Degrelle répondant aux critères des historiens de métier, à l'exception de celle contenue dans la biographie résumée d'Alain Colignon publiée dans La Nouvelle Biographie nationale. Pour les années trente, l'ouvrage fondateur est celui de Jean-Michel Étienne, Le Mouvement rexiste jusqu'en 1940, relativement peu connu en dehors des milieux universitaires. Pour la période de la collaboration, les ouvrages de Martin Conway sont fondamentaux : « La première étude impartiale et systématique de la collaboration de Léon Degrelle et des rexistes avec l'occupant nazi de 1940 à 1945 vient seulement de paraître et on la doit à un Anglais ! […] Un ouvrage capital et captivant. » La traduction de cet ouvrage en néerlandais, contemporaine de celle en français, est saluée par le Vlaams Nationaal Weekblad : « C'est une étude solide et sérieuse, la première qui traite le sujet de manière approfondie et avec un souci d'objectivité et qui donc comble une lacune. »
Le livre de Pol Vandromme, Le Loup au cou de chien : Degrelle au service de Hitler, fait l'objet d'une large couverture dans la presse belge, qui souligne son caractère salutaire mais aussi son ton pamphlétaire et son manque de documentation. Fondé sur plus de 150 témoignages et sur plusieurs entretiens avec Degrelle, le livre de Jean-Marie Frérotte, Léon Degrelle, le dernier fasciste, qui couvre toute la vie de Degrelle, est favorablement accueilli par la presse belge, malgré l'absence d'appareil critique et de mention des sources.
Degrelle apparaît pour la première fois à la télévision belge dans le cadre de la série L'ordre nouveau de Maurice De Wilde, diffusée par la BRT, chaîne publique flamande, en 1981. Cette émission brise à la fois un tabou sur la collaboration en Belgique et sur le fait de diffuser une interview de Degrelle à la télévision nationale. Cette interview est critiquée dans son principe avant même sa diffusion. Léon Degrelle est longuement interviewé par des journalistes de la RTBF en 1977, en préparation d'une émission en cinq épisodes, dont la diffusion est prévue pour 1978. Le conseil d'administration de l'institution télévisuelle décide de reporter le projet considérant que l'impact de Degrelle, malgré les critiques des historiens, était encore trop fort. La série prévue en 1978 est finalement ramenée à trois épisodes et diffusée du 17 au 19 mars 1988, chaque épisode étant suivi d'un débat. Elle suscite des réactions diverses, dont de violentes critiques qui estiment qu'on a offert une véritable tribune au symbole de la collaboration francophone en Belgique.
Le 5 mars 2009, la RTBF diffuse un nouveau documentaire de 104 minutes, Degrelle ou la Führer de vivre, qui rencontre un réel succès d'audience, avec 464 000 spectateurs pour le documentaire et 280 000 pour le débat qui lui fait suite. Son auteur est l'historien français Korenthin Falc'hun, dont les travaux de thèse de doctorat ont servi de base au film, et sa réalisation est dirigée par Philippe Dutilleul, journaliste belge réputé pour son ton avant-gardiste et décalé et dont plusieurs émissions ont suscité de vifs débats en Belgique francophone.
Même s'il fait l'objet de polémiques,, ce documentaire « décoiffe » et brise un tabou.
À la différence de ses prédécesseurs, le film ne fait appel ni à la « voix off », ni aux commentaires d'historiens ou de spécialistes, le choix étant de « privilégier l'intelligence des gens ». En s'appuyant sur de nombreuses archives inédites, ce documentaire délivre de nouveaux éléments biographiques, particulièrement en ce qui concerne l'exil espagnol, en présentant les témoignages « bruts » de personnes ayant connu Degrelle. « Dénué de commentaire et d'éclairages historiques, volontairement truffé de zones d'ombres, ce long portrait parcellaire et impressionniste laisse ainsi s'épanouir, pour mieux la dénoncer, la folie mégalomaniaque de ce symbole du fascisme européen, qui, après sa condamnation à mort par contumace, coula des jours paisibles en Espagne jusqu'en 1994. »